# Hyundai Elantra
Hyundai Elantra – samochód osobowy klasy kompaktowej produkowany pod południowokoreańską marką Hyundai od 1990 roku. Od 2020 roku produkowana jest siódma generacja pojazdu.

## Pierwsza generacja

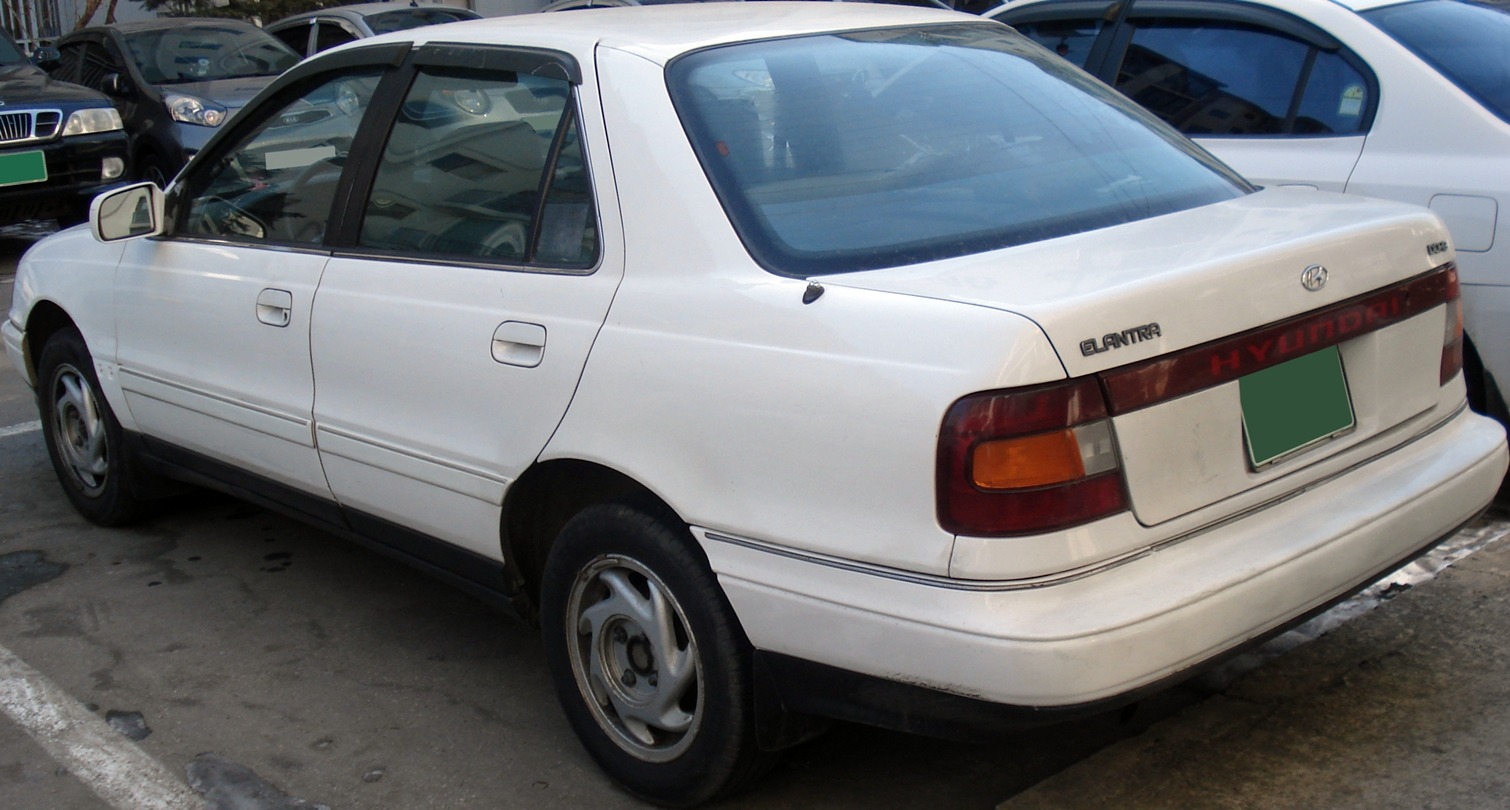
Hyundai Elantra I - tył

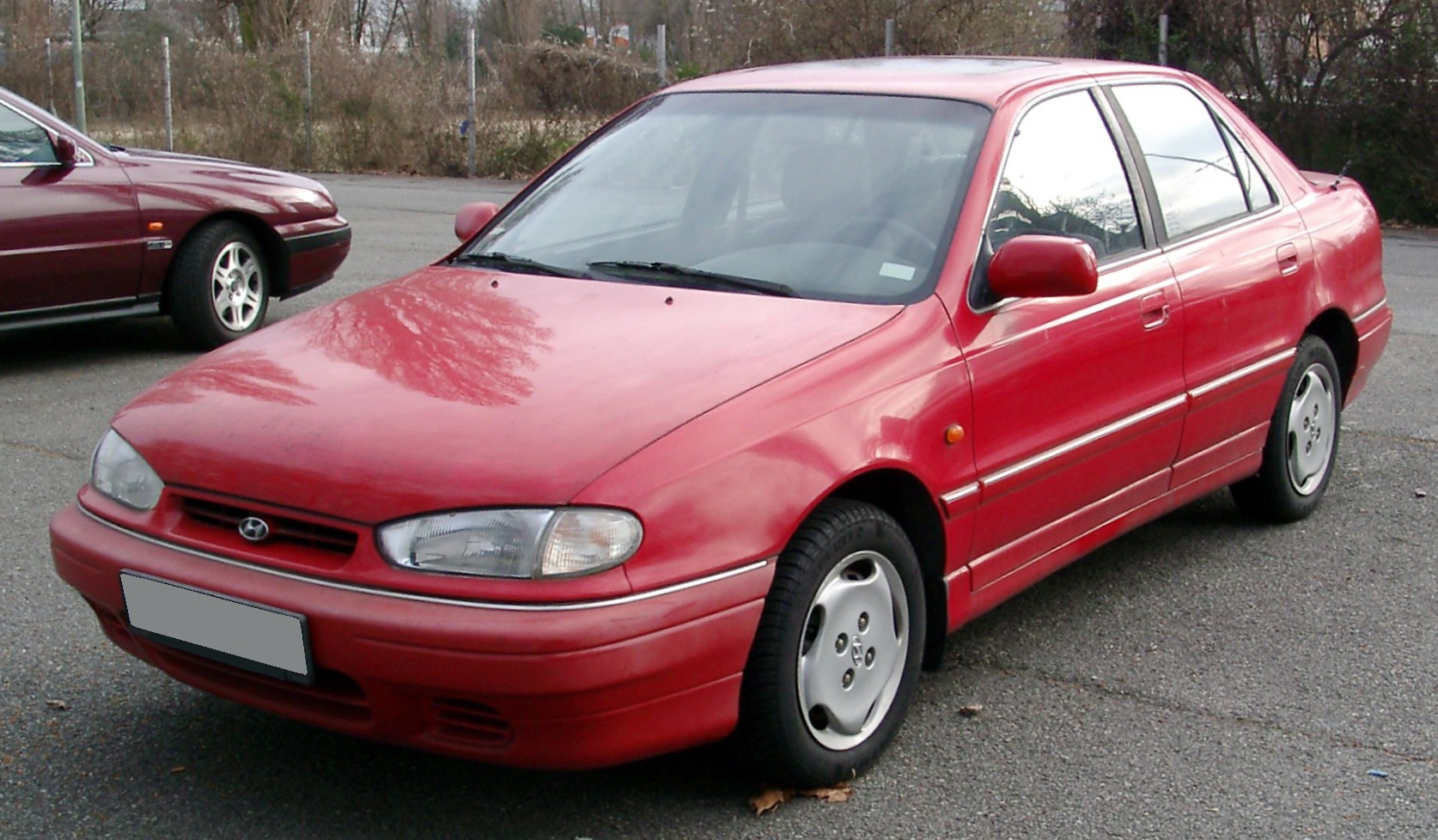
europejski Hyundai Lantra I po liftingu

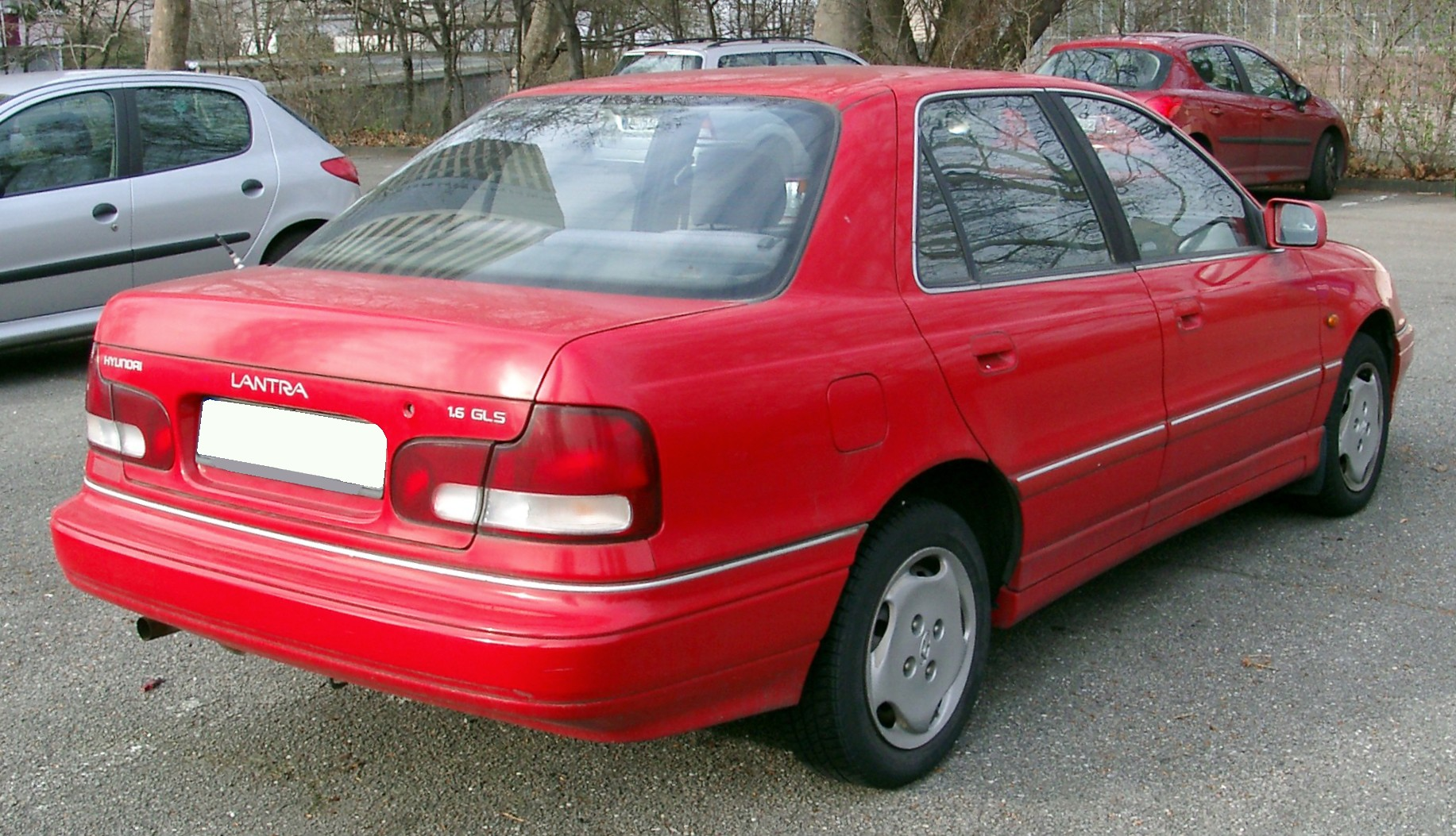
europejski Hyundai Lantra I - tył po liftingu

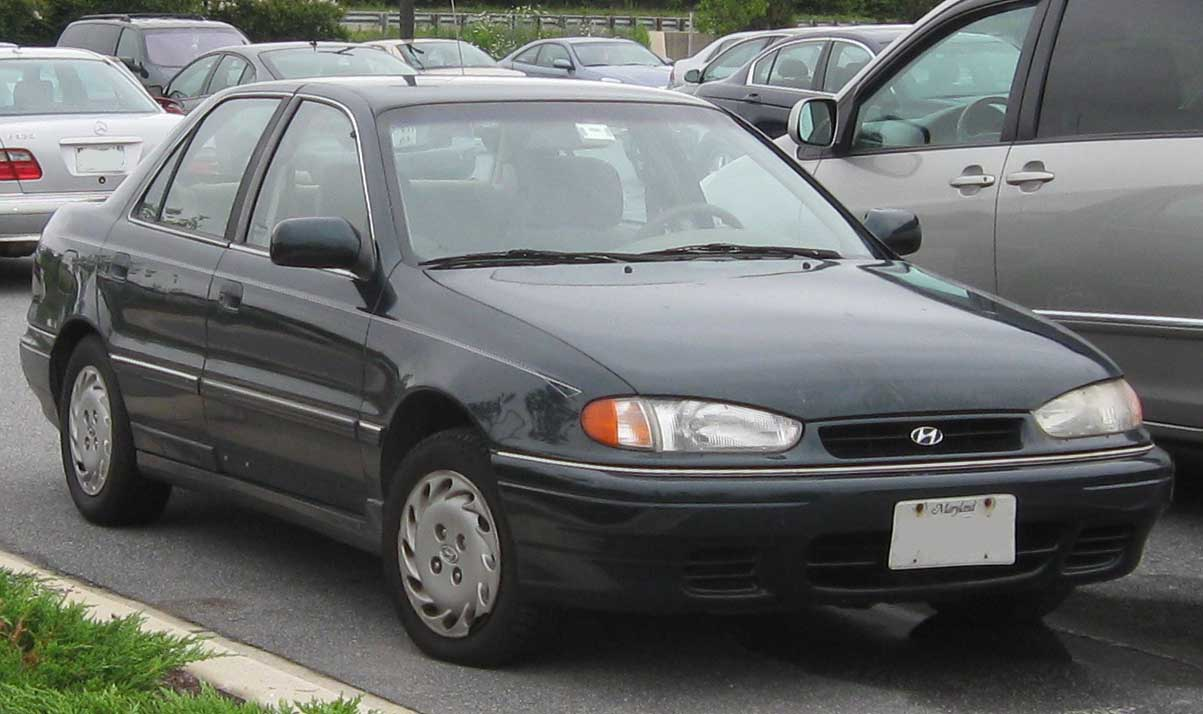
amerykański Hyundai Elantra I po liftingu

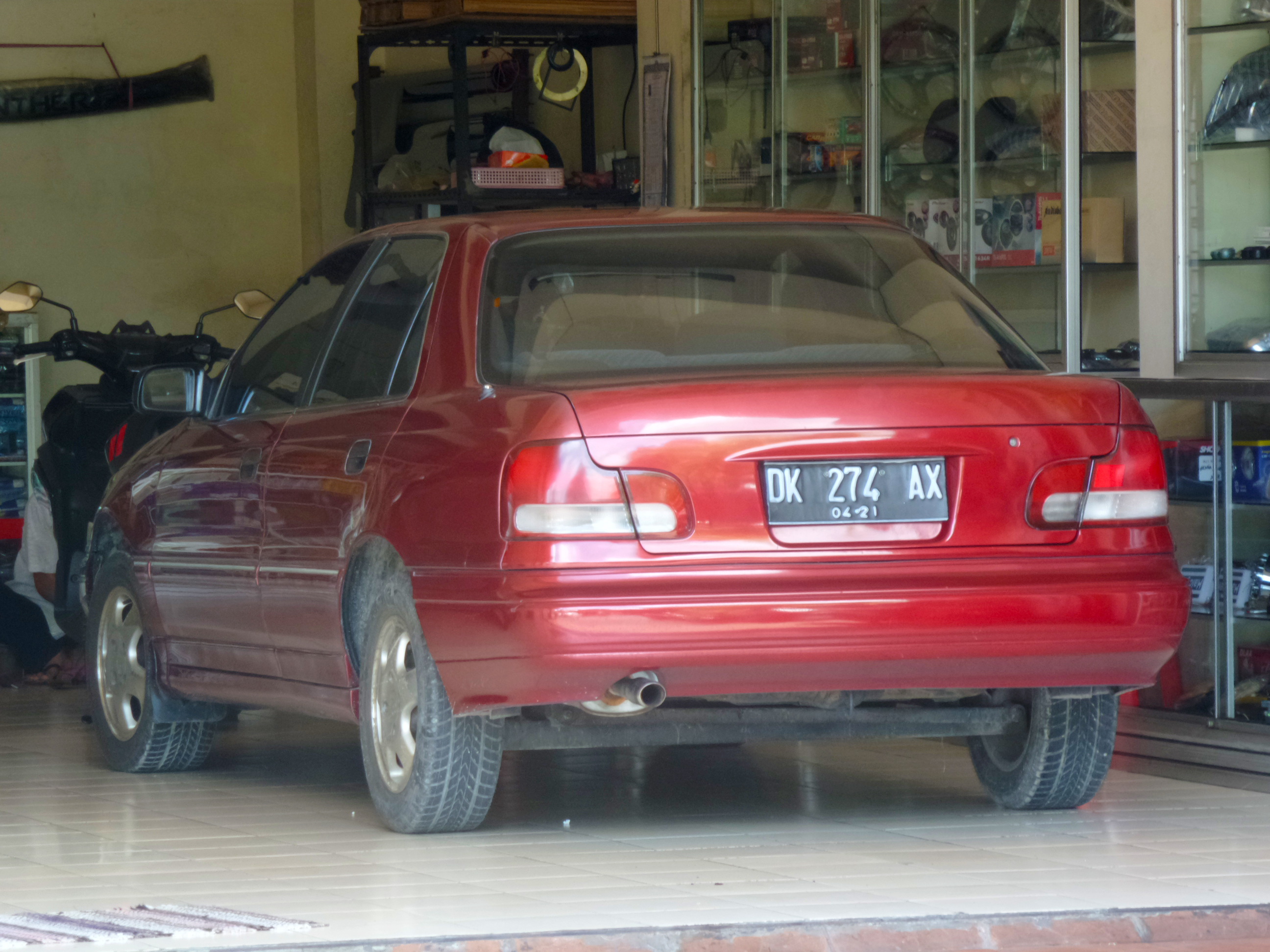
indonezyjska Bimantara Nenggala - tył

Hyundai Elantra I został zaprezentowany po raz pierwszy w 1990 roku.
Na początku lat 90. XX wieku Hyundai zdecydował się poszerzyć swoją dotychczasową ofertę wśród samochodów kompaktowych, prezentując 4-drzwiowego sedana Elantra. Pojazd uplasował się w portfolio producenta jako większa i przestronniejsza alternatywa dla debiutującej rok wcześniej kolejnej generacji modelu Excel/Pony.
Pierwsza generacja Hyundaia Elantry charakteryzowała się proporcjami łączącymi zaokrąglenia z kantami, upodabniając się w ten sposób do konkurencyjnych konstrukcji amerykańskich, aniżeli do bardziej krągłych modeli japońskich. 
Konstruując Elantrę, Hyundai zdecydował się skorzystać z ówczesnego partnerstwa z japońskim Mitsubishi, poza podzespołami technicznymi wykorzystując także opracowane przez tego producenta 1,6 oraz 1,8-litrowe silniki benzynowe. Na liście opcjonalnego wyposażenia znalazły się poduszki powietrzne kierowcy i pasażera, system ABS czy światła przeciwmgielne.

### Lifting
W 1993 roku Hyundai Elantra pierwszej generacji przeszedł obszerną restylizację nadwozia. Przyniosła ona węższe, bardziej agresywnie ukształtowane reflektory i mniejszą atrapę chłodnicy z logo producenta, a także poszerzone, dwuczęściowe lampy tylne z innym wypełnieniem.

### Sprzedaż
Hyundai Elantra pierwszej generacji był samochodem globalnym, pod tą nazwą oferowanym w Ameryce Północnej i Łacińskiej, a także w Korei Południowej.
Z racji protestów wobec podobieństwa nazwy Elantra do oferowanego w Europie Lotusa Elana i sprzedawanego w Australii wraz z Nową Zelandią Mitsubishi Magna Elante, na wszystkich tych trzech rynkach samochód nosił nazwę Hyundai Lantra.
Po zakończeniu produkcji pierwszej generacji Elantry w 1995 na rynkach globalnych, indonezyjskie przedsiębiostwo Bimantara otrzymało licencję na kontynuację produkcji tego modelu pod nazwą Bimantara Nenggala.

### Silniki
- L4 1.5l 86 KM
- L4 1.6l DOHC 16V 113 KM
- L4 1.8l DOHC 16v 128 KM
- L4 2.0l 139 KM

## Druga generacja

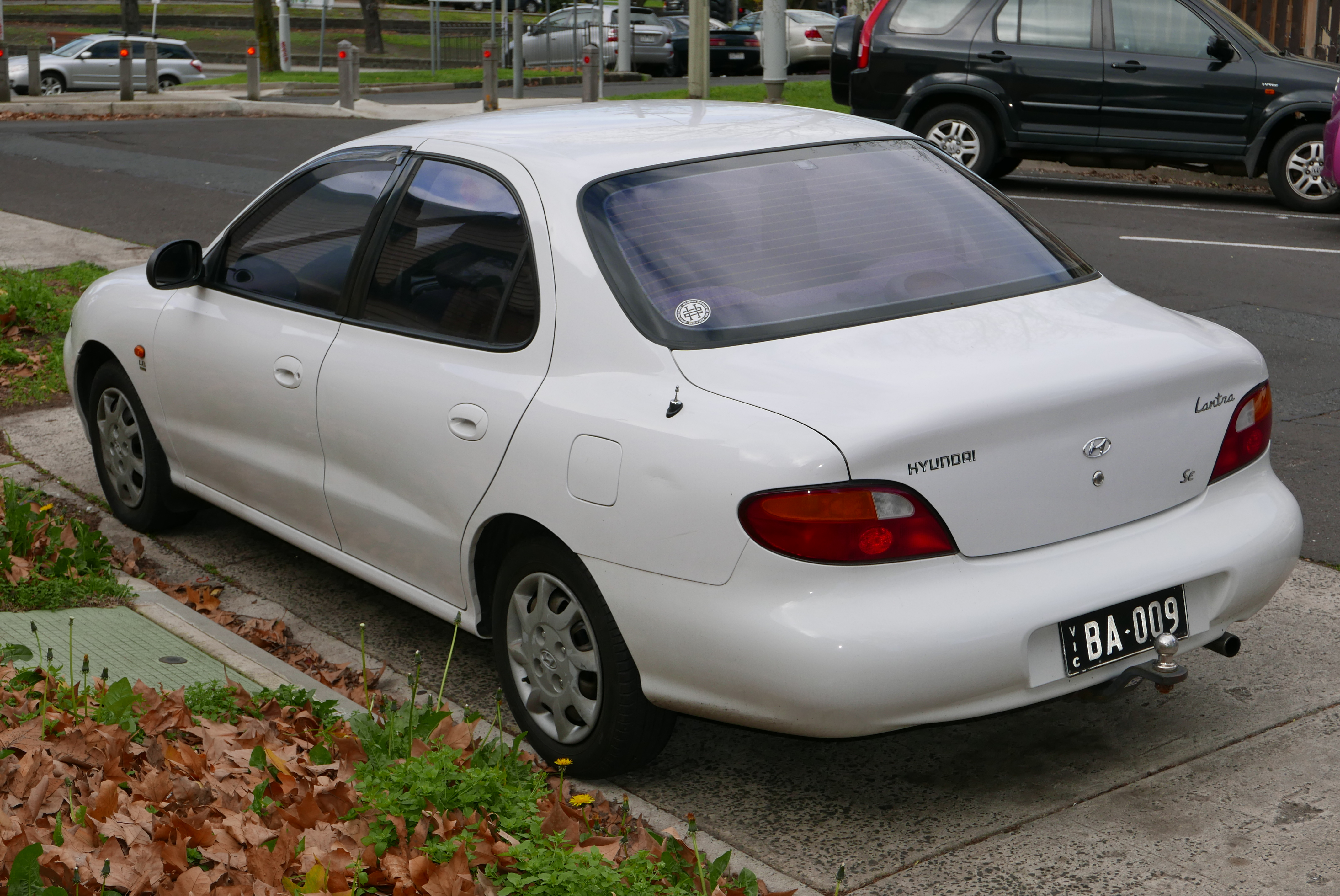
europejski Hyundai Lantra II - tył

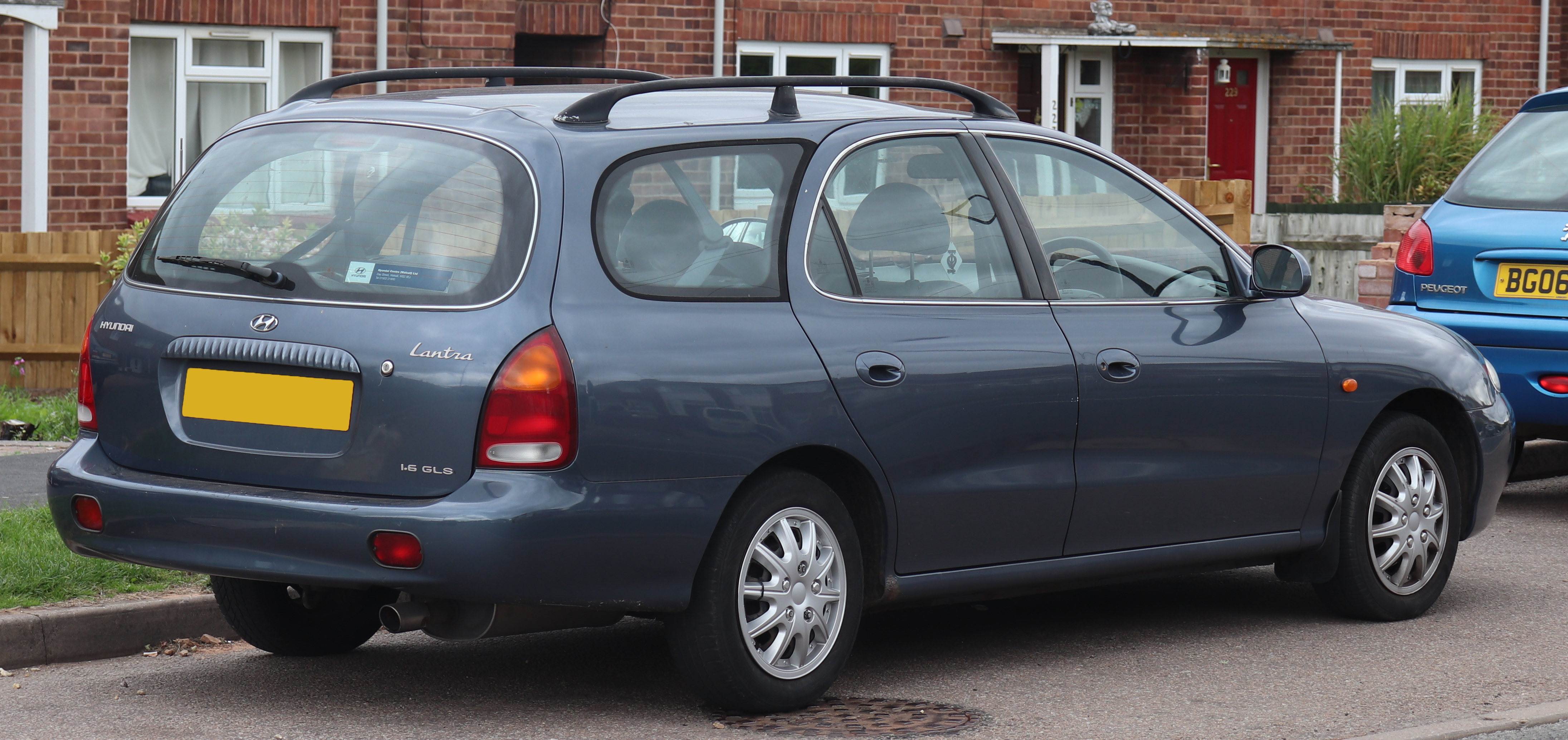
europejski Hyundai Lantra II Kombi

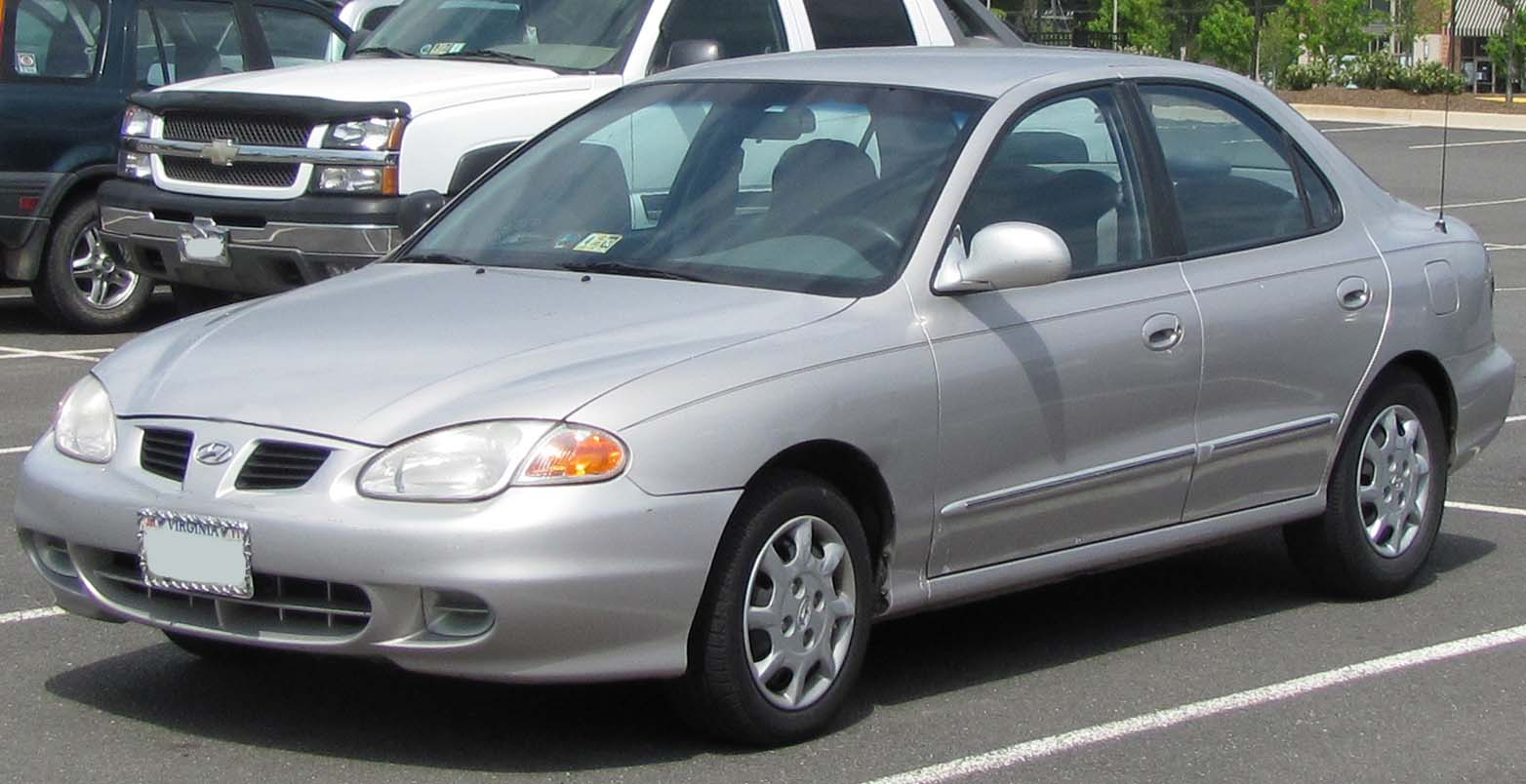
amerykański Hyundai Elantra II po liftingu

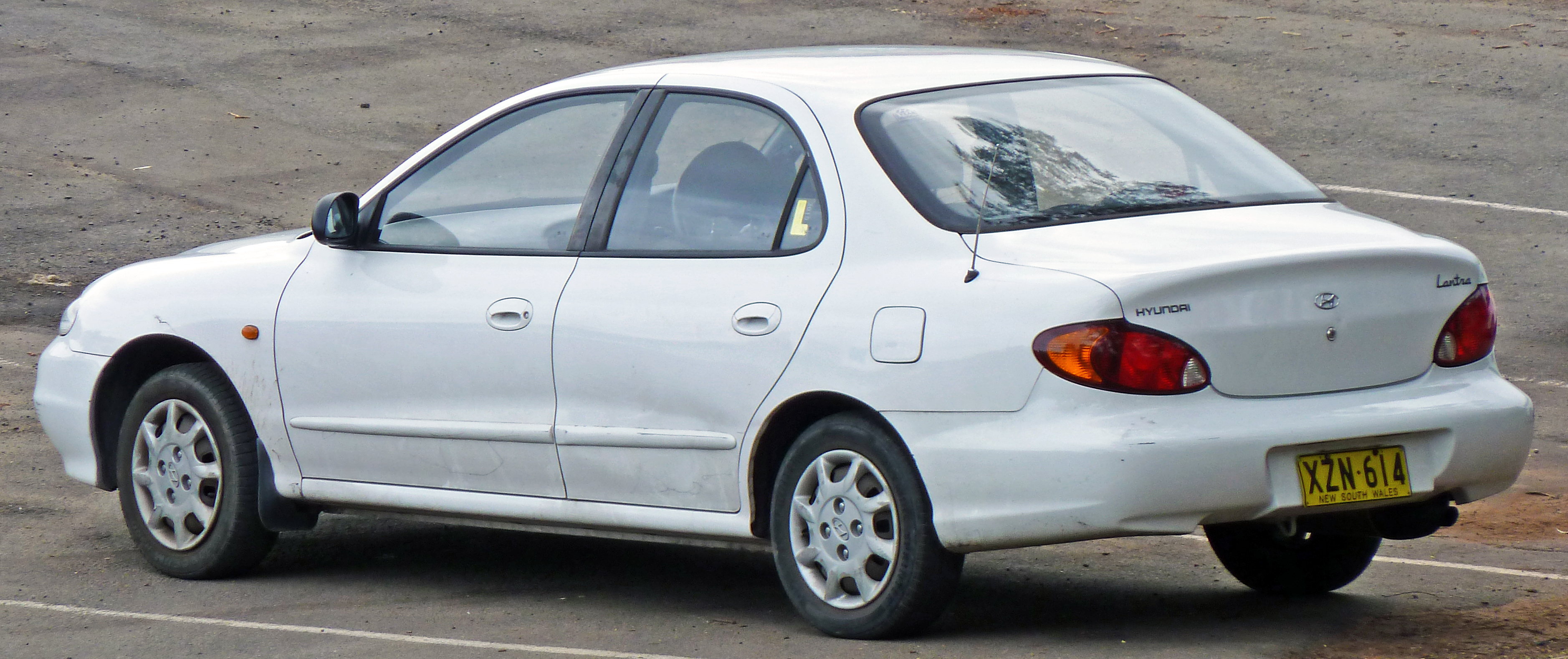
australijski Hyundai Lantra II - tył po liftingu

Hyundai Elantra II został zaprezentowany po raz pierwszy w 1995 roku.
Druga generacja Elantry zastąpiła produkowany przez 5 lat dotychczasowy model jako zupełnie nowa konstrukcja, równocześnie zastępując także przestarzały na tle konkurencji model Excel/Pony. Samochód został opracowany tym razem już bez wykorzystania japońskiej technologii, jako samodzielna konstrukcja Hyundaia stworzona w centrum projektowym w Korei Południowej.
Nadwozie Elantry drugiej generacji przyjęło smuklejsze, bardziej zaokrąglone i aerodynamiczne proporcje, z dominacją owalnych form i charakterystycznym przednim zderzakiem z wytłoczeniem zamiast atrapy chłodnicy między reflektorami. W stosunku do poprzednika, samochód stał się dłuższy i przestronniejszy. Platforma, na której oparta została druga generacja Hyundaia Elantry, wykorzystana została także do zbudowania pierwszej generacji kompaktowego samochodu sportowego znanego pod nazwami Coupé i Tiburon.
Po raz pierwszy gama nadwoziowa kompaktowego modelu Hyundaia poza 4-drzwiowym sedanem została poszerzona także o wyróżniające się obszerniejszym przedziałem transportowym 5-drzwiowe kombi.

### Lifting
W 1998 roku Elantra drugiej generacji przeszła obszerną restylizację, która przyniosła głównie zmiany w wyglądzie nadwozia. 
Pas przedni otrzymał większe, bardziej nieregularnie ukształtowane reflektory, a także podwójną atrapę chłodnicy między nimi, z kolei tylna część nadwozia zyskała nieznacznie zmniejszone, inaczej stylizowane lampy w obu wariantach nadwoziowych.

### Sprzedaż
Hyundai Elantra drugiej generacji był oferowany pod tą nazwą na rynkach azjatyckich, a także w Ameryce Północnej i Ameryce Południowej. Na wewnętrznym rynku południowokoreańskim kompaktowy model otrzymał z kolei nową nazwę, Hyundai Avante, stając się lokalnie jednym z najpopularniejszych nowych samochodów na tamtejszym rynku.
Podobnie jak pierwsza generacja i zarazem po raz ostatni, w Europie, Australii i Nowej Zelandii pojazd nosił nazwę Hyundai Lantra.

### Silniki
- L4 1.6l 116 KM
- L4 1.8l 130 KM
- L4 1.9l 68 KM
- L4 2.0l 140 KM

## Trzecia generacja

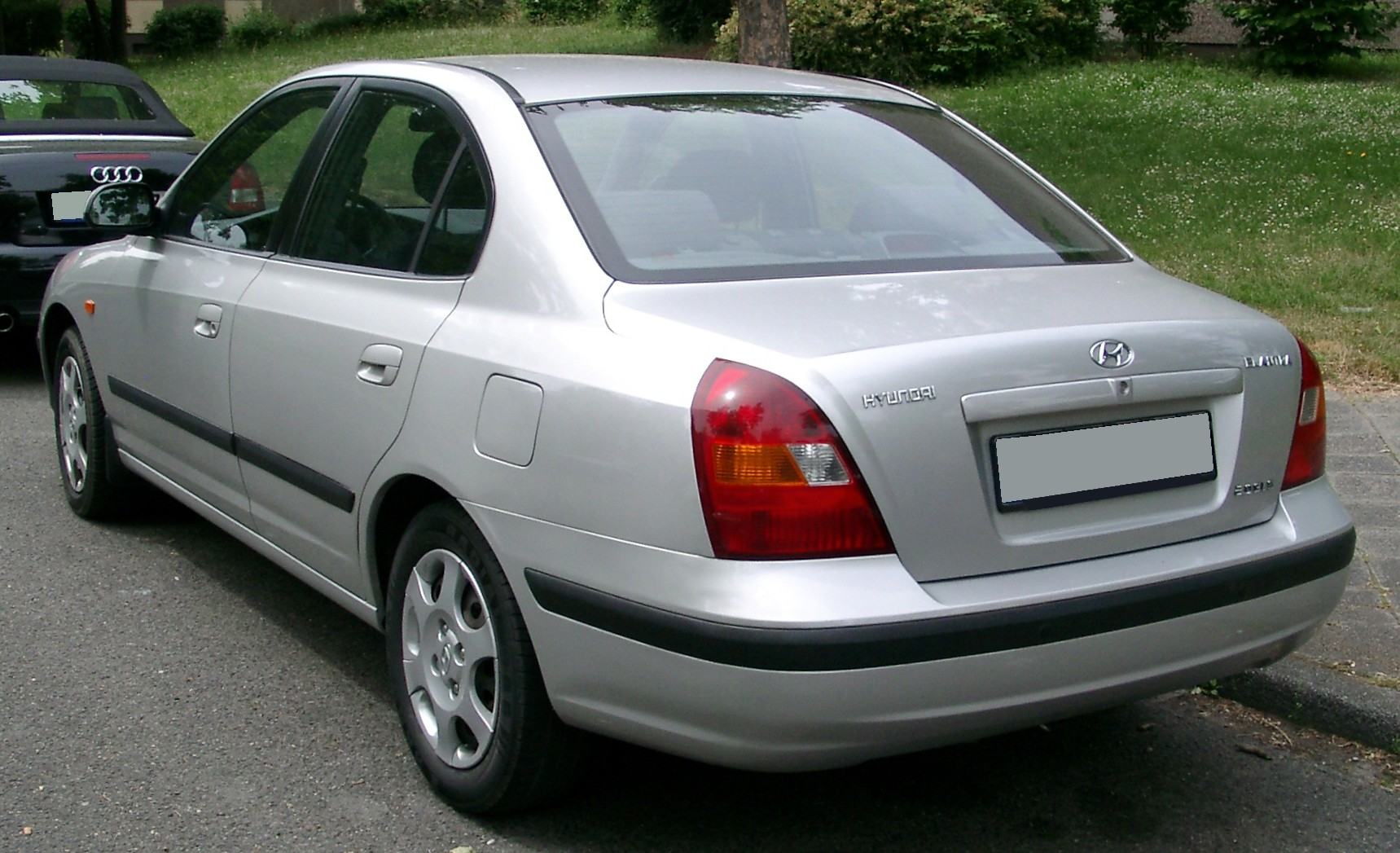
Hyundai Elantra III - tył

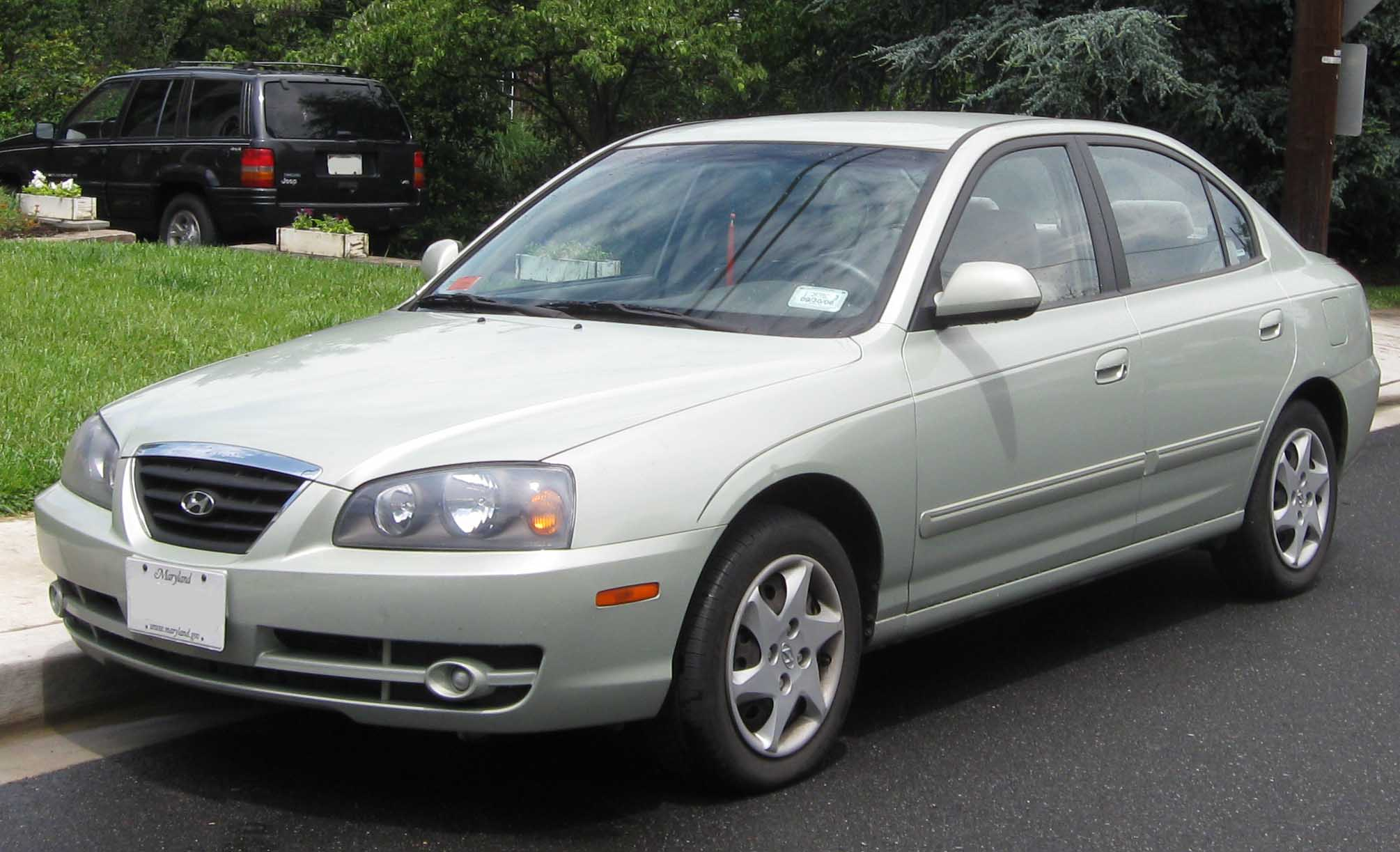
Hyundai Elantra III po liftingu

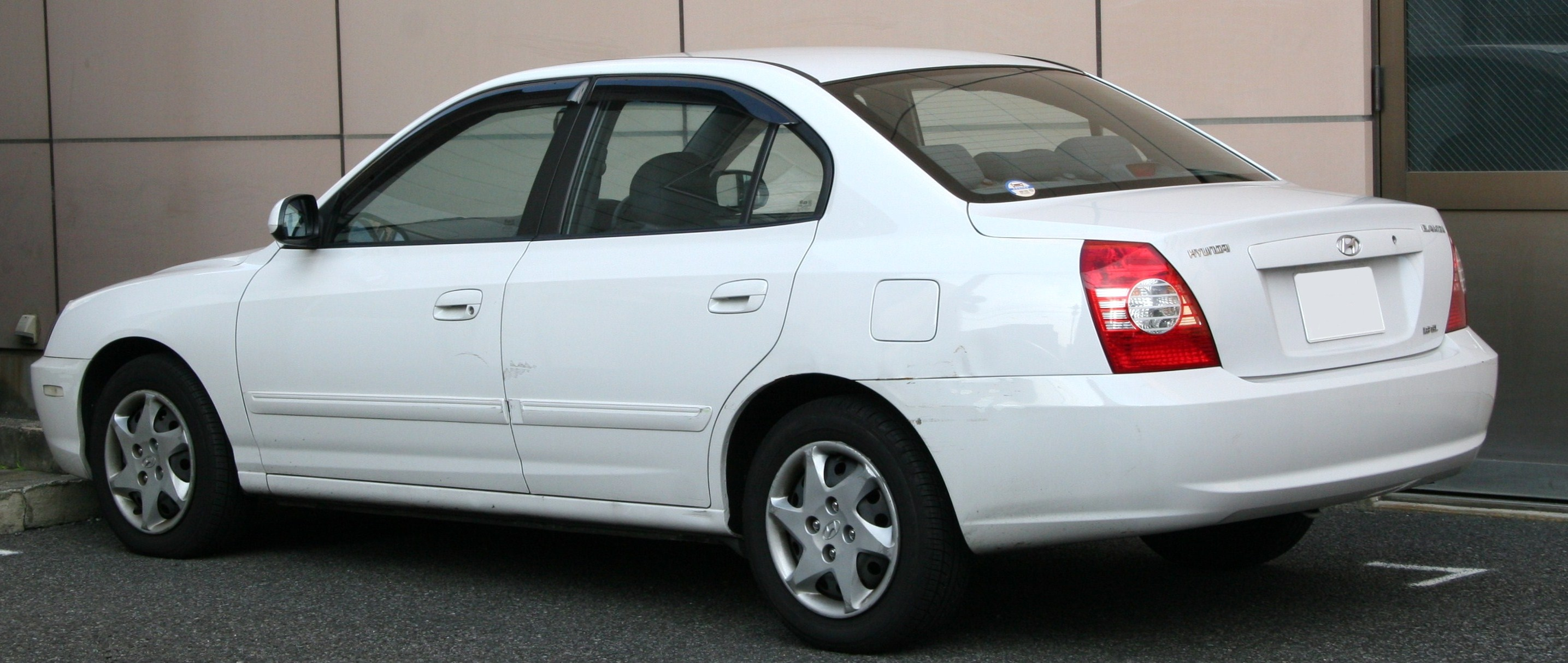
Hyundai Elantra III - tył po liftingu

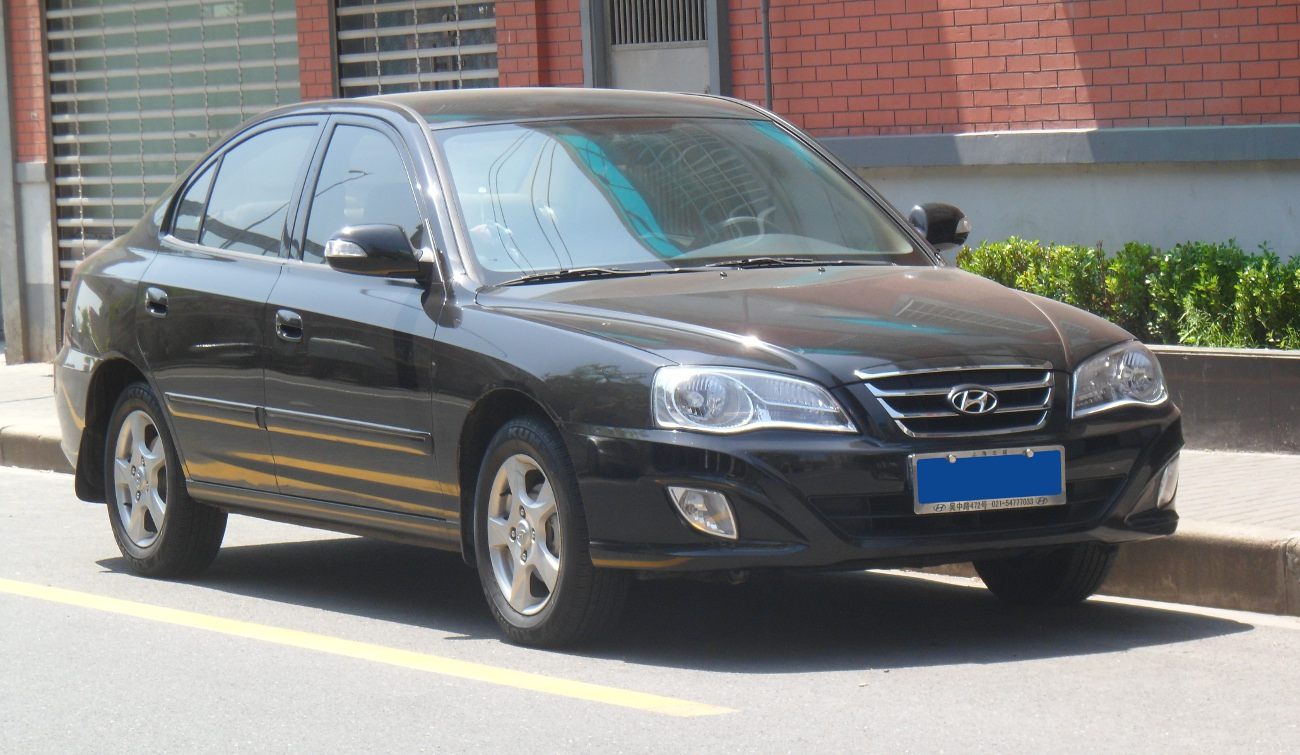
chiński Hyundai Elantra XD po drugim liftingu

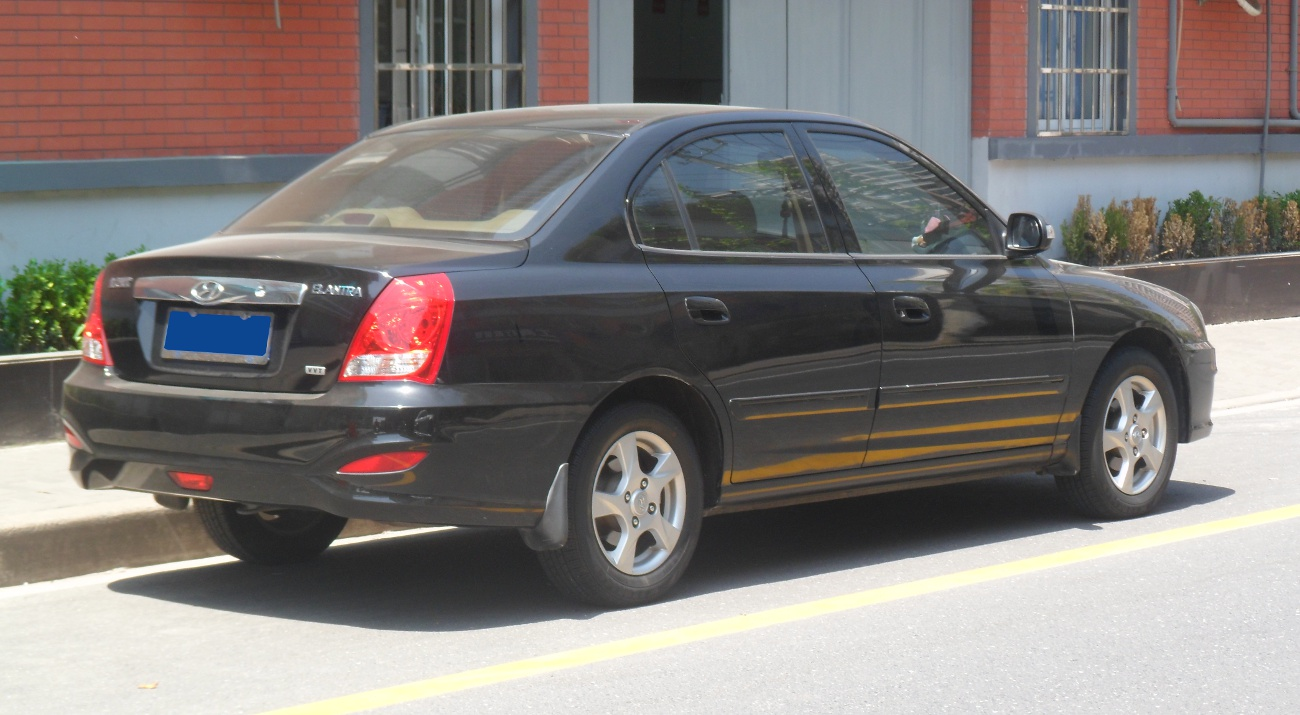
chiński Hyundai Elantra XD - tył po drugim liftingu

Hyundai Elantra III został zaprezentowany po raz pierwszy w 2000 roku.
Trzecia generacja Elantry przeszła obszerną metamorfozę w stosunku do poprzednika, zyskując bardziej wyrazistą stylizację z dużymi, czworokątnymi reflektorami i wąskim, obszernym wlotem powietrza. Podstawową odmianą nadwoziową pozostał 4-drzwiowy sedan.
Poza przestronniejszą kabiną pasażerską, Hyundai zdecydował się też zapewnić znacznie bogatsze wyposażenie pod kątem komfortu, a także bezpieczeństwa. W standardzie znalazły się m.in. przednie i boczne poduszki powietrzne, klimatyzacja, centralny zamek, elektrycznie sterowane szyby, a także wspomaganie kierownicy.
Kabina pasażerska otrzymała charakterystyczny kokpit z motywem łuku łączącego konsolę centralną z daszkiem nad zegarami, a także wysoko umieszczonymi nawiewami i miejscem na opcjonalne radio z odtwarzaczem płyt CD.

### Lifting
W październiku 2003 roku Hyundai Elantra przeszedł obszerną restylizację nadwozia, w ramach której zmienił się wygląd zarówno zewnętrzny, jak i wystrój kabiny pasażerskiej.
Wprowadzono nowe, bardziej agresywnie ukształtowane reflektory i większą osłonę chłodnicy, zmodyfikowany układ tylnych lamp oraz nowe przednie i tylne zderzaki. Gruntownie przeprojektowano także deskę rozdzielczą, dzie znalazły się m.in. inne nawiewy. Pojazd otrzymał także bogatsze wyposażenie.

### Sprzedaż
Podobnie jak poprzednik, w Korei Południowej samochód ponownie nosił nazwę Hyundai Avante. Inaczej niż poprzednie dwie generacje, na pozostałych rynkach globalnych samochód przyjął ujednolicone nazewnictwo jako Hyundai Elantra - włącznie z rynkiem europejskim, nowozelandzkim i Australijskim
Spośród wybranych rynków globalnych jak Wenezuela i Indie, Elantra trzeciej generacji najdłużej była produkowana i sprzedawana w Chinach. Jesienią 2010 roku przeszła dedykowana dla tego rynku drugą restylizację nadwozia. Przyniosła ona przemodelowany kształt reflektorów i lamp tylnych, a także nowy kształt zderzaków i atrapy chłodnicy. Pod tą postacią pojazd produkowano równolegle z kolejnymi dwiema generacjami aż do 2016 roku.

### Silniki
- L4 1.6l 16V 105 KM
- L4 1.8l 16V 132 KM
- L4 2.0l 16V 143 KM
- L4 2.0l 16V CRDi 113 KM

### Elantra Liftback

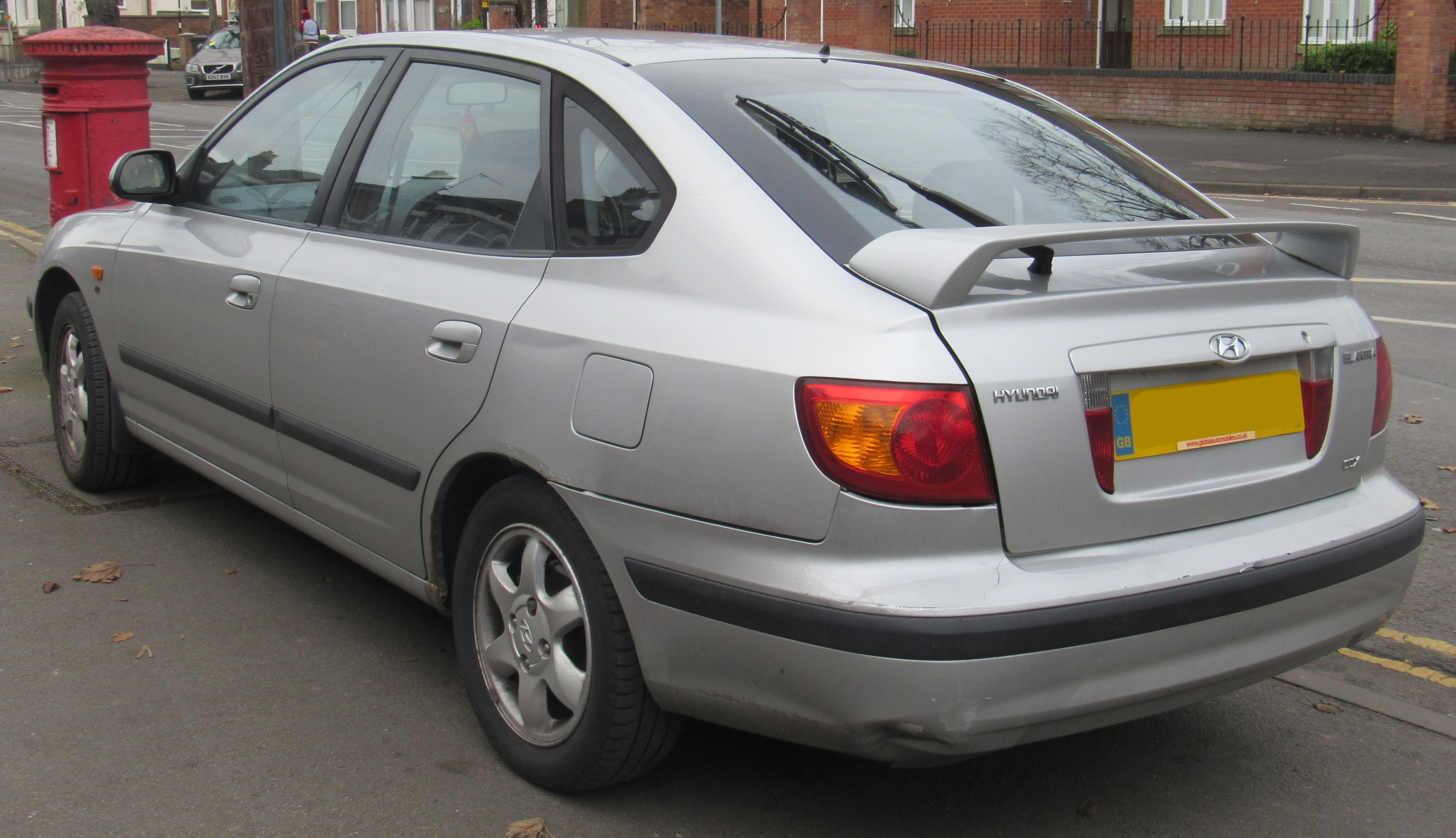
Hyundai Elantra III Liftback - tył

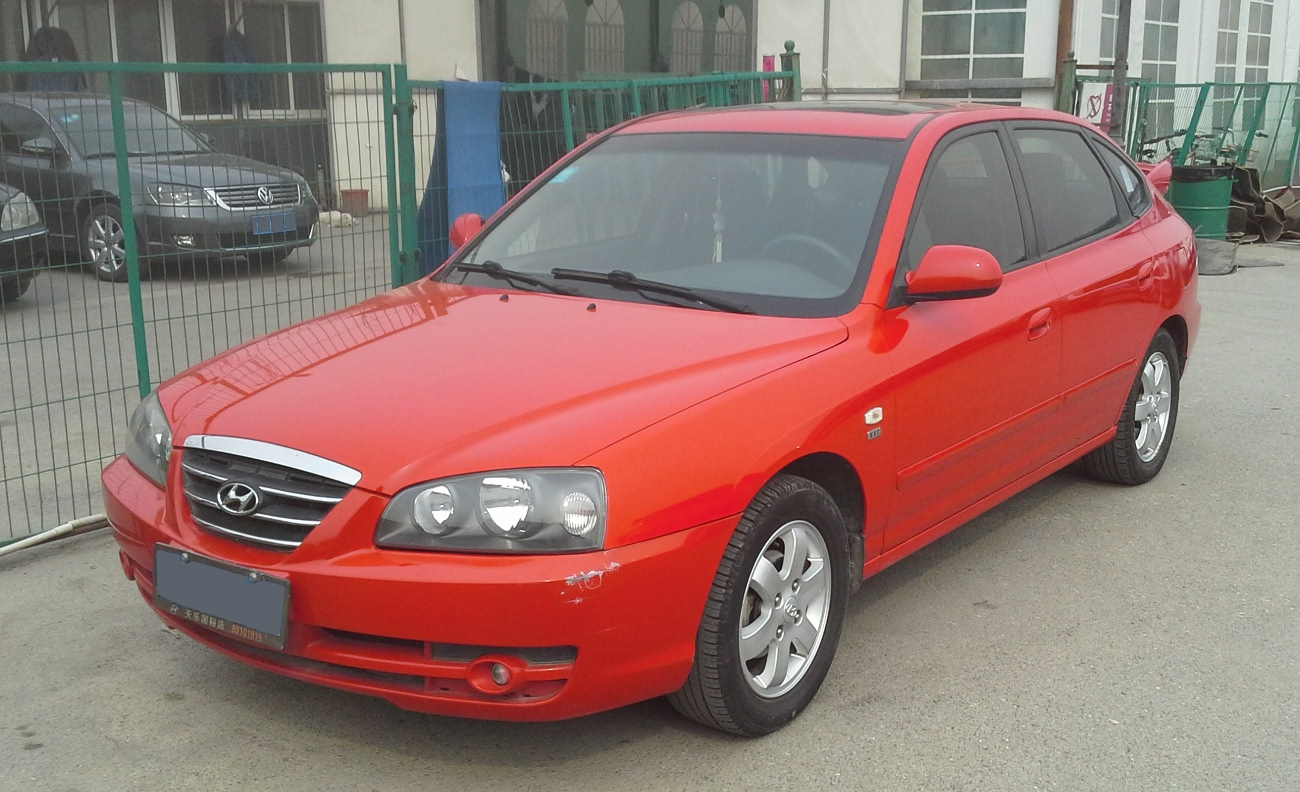
chiński Hyundai Elantra III Sports po liftingu

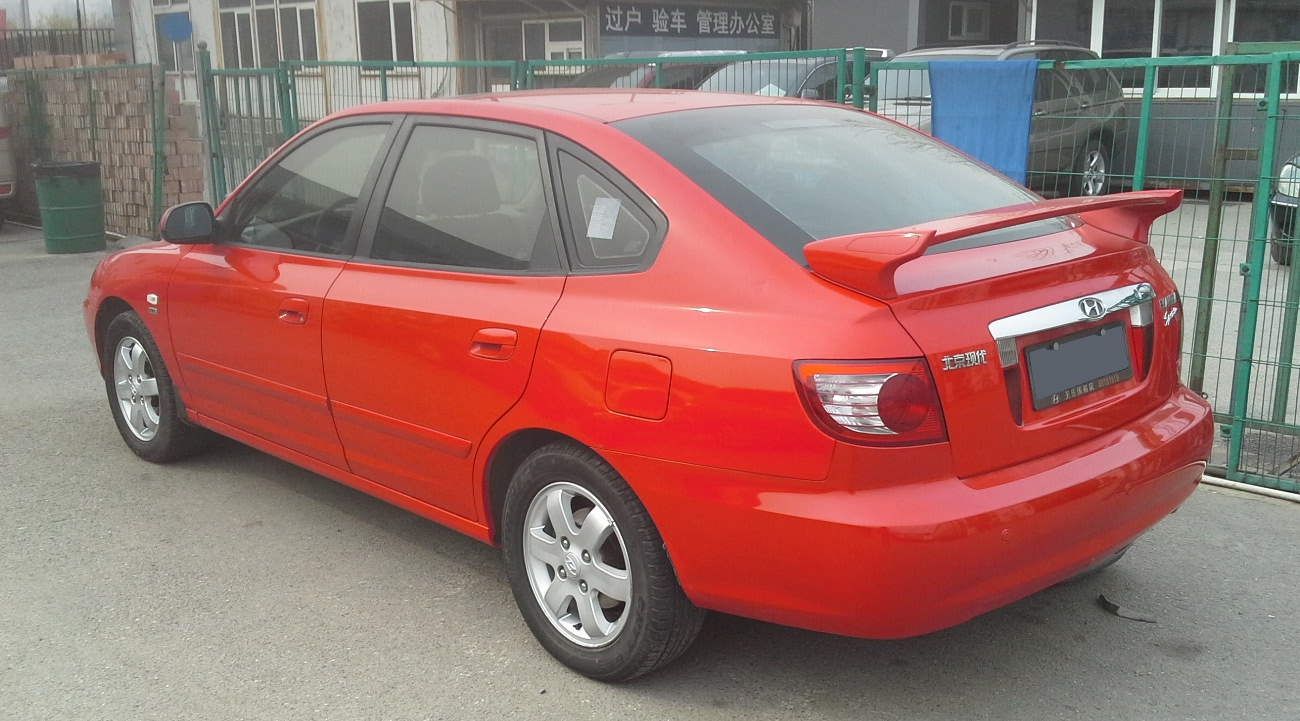
chiński Hyundai Elantra III Sports - tył po liftingu

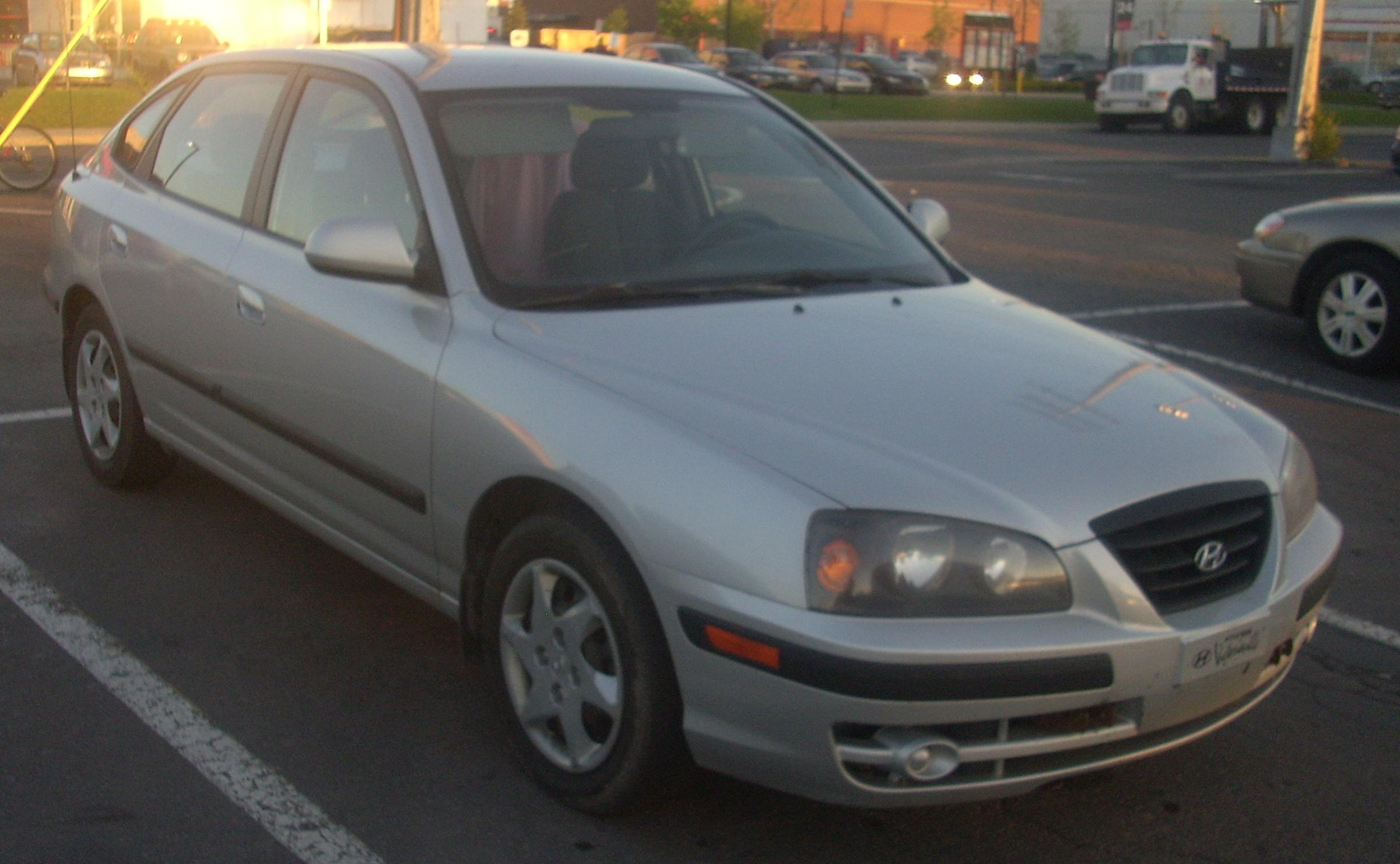
amerykański Hyundai Elantra III GT

Hyundai Elantra III Liftback został zaprezentowany po raz pierwszy w 2000 roku.
W przeciwieństwie do modelu drugiej generacji, z gamy nadwoziowej Elantry kolejnego wcielenia zniknęła odmiana kombi na rzecz 5-drzwiowego liftbacka.
Samochód charakteryzował się trójbryłową sylwetką z łagodnie opadającą linią dachu i krótką, tylną częścią nadwozia, a także charakterystycznym podwójnym oświetleniem tworzonym przez lampy na błotnikach i dodatkowe klosze obok miejsca na tablicę rejestracyjną. Opcjonalnie krawędź klapy bagażnika zdobił także spojler. 

### Lifting
Podobnie jak odmiana sedan, także i wariant 5-drzwiowy w 2003 roku przeszedł obszerną restylizację nadwozia. Poza takim samym zakresem zmian w pasie przednim, który otrzymał większy wlot powietrza i bardziej agresywnie ukształtowane reflektory, mniej obszerne modyfikacje przeszła tylna część nadwozia. Zmieniły się jedynie klosze lamp tylnych, gdzie zamontowano białe wkłady kierunkowskazów z tyłu.

### Sprzedaż
Odmiana liftback trzeciej generacji Elantry była pozycjonowana na rynkach globalnych jako element gamy wersji nadwoziowych. Inną politykę nazewniczą producent zdecydował się zastosować w Ameryce Północnej, gdzie samochód nosił dodatkowy człon w nazwie jako Hyundai Elantra GT, a także w Chinach, gdzie nazwano ją Hyundai Elantra Sports.

### Silniki
- L4 1.6l 16V 105 KM
- L4 1.8l 16V 132 KM
- L4 2.0l 16V 143 KM
- L4 2.0l 16V CRDi 113 KM

## Czwarta generacja

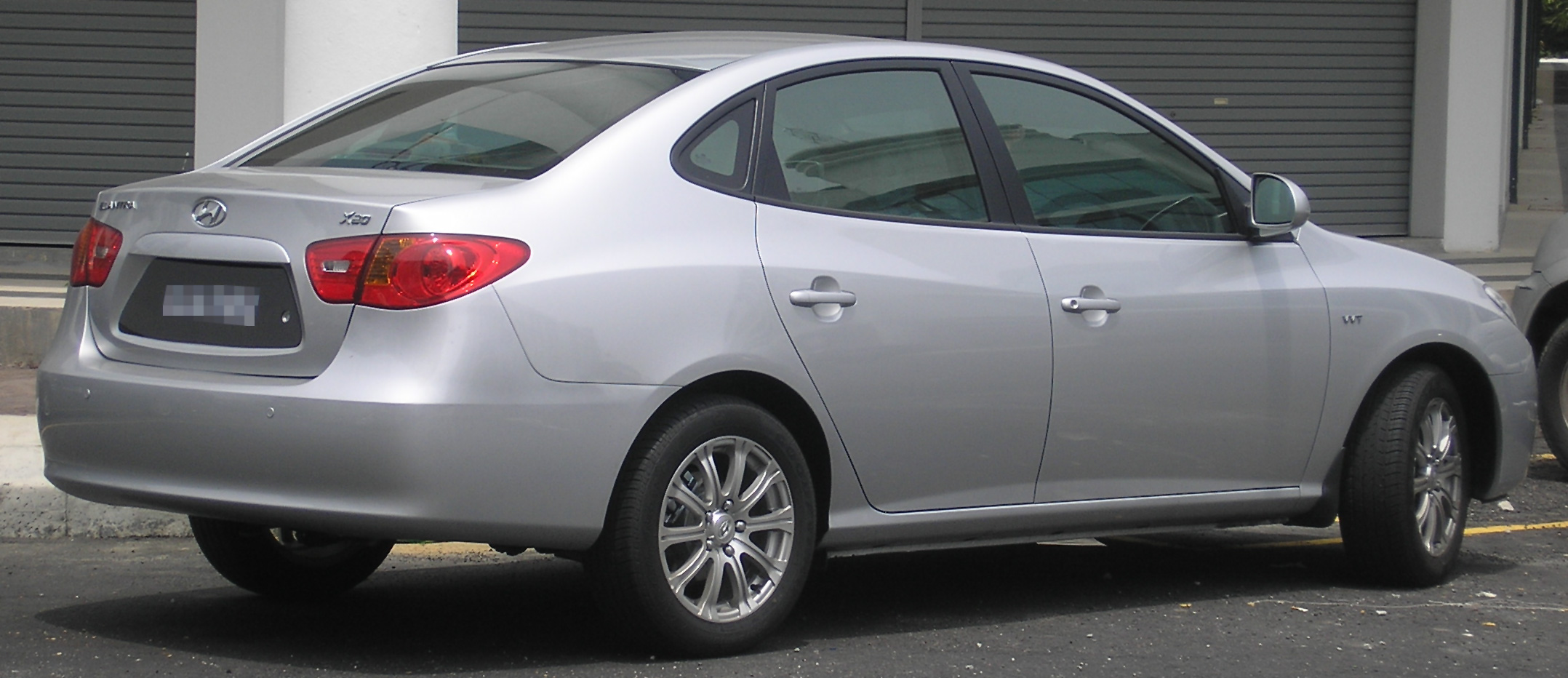
Hyundai Elantra IV - tył

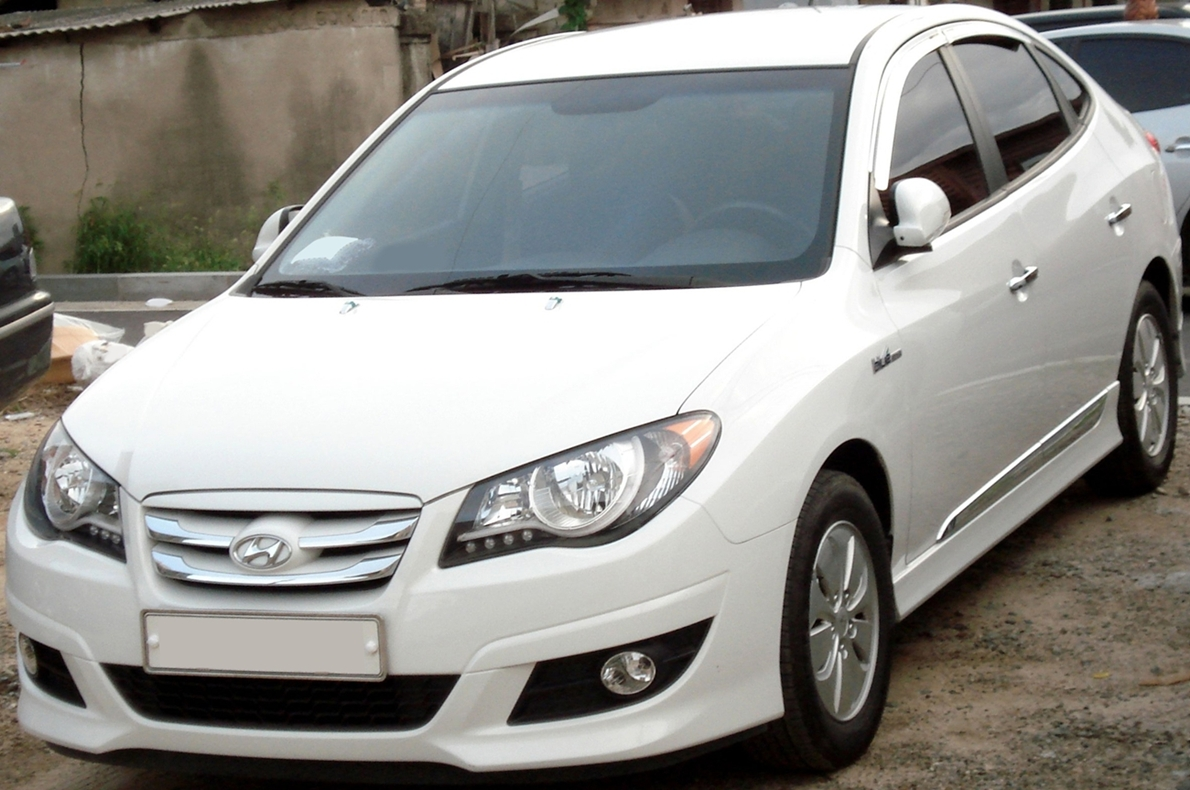
południowokoreański Hyundai Avante LPI Hybrid

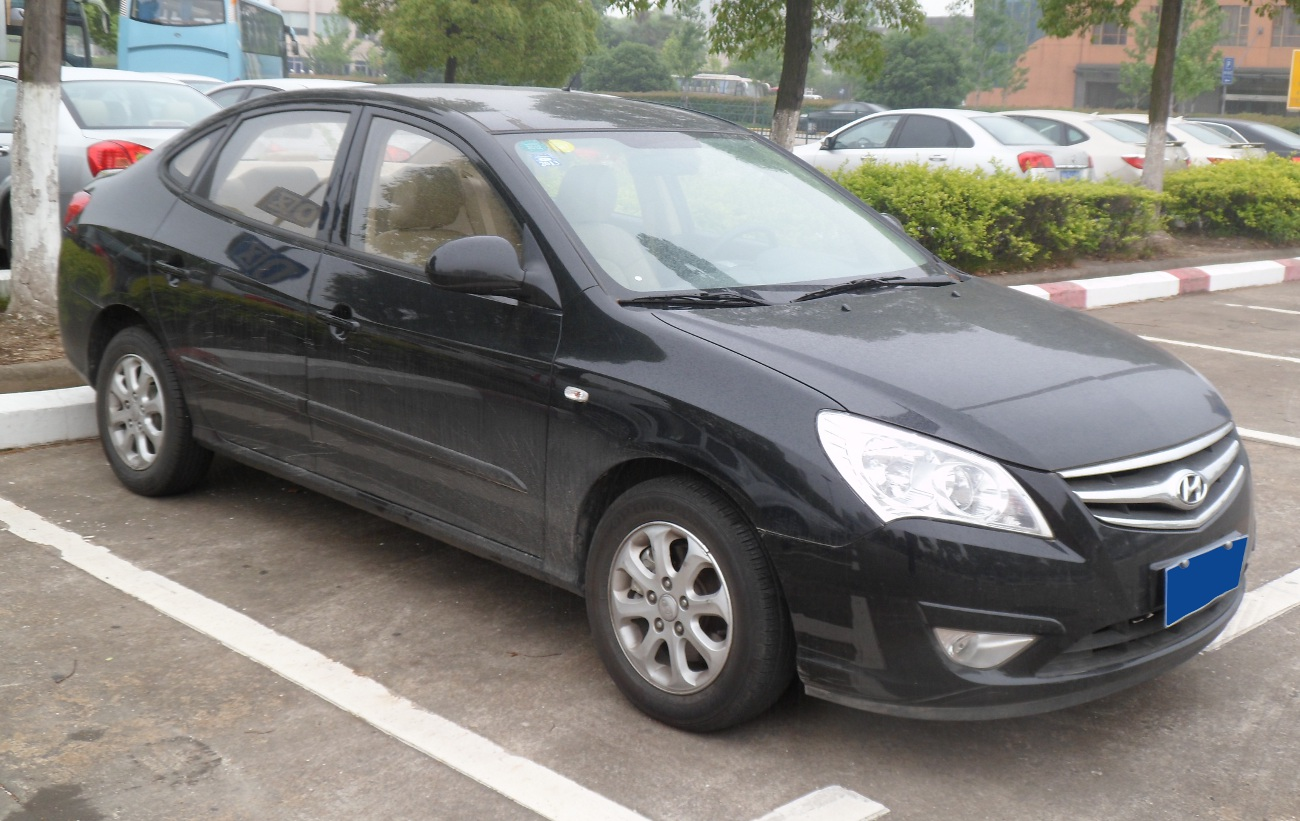
chiński Hyundai Elantra Yuedong

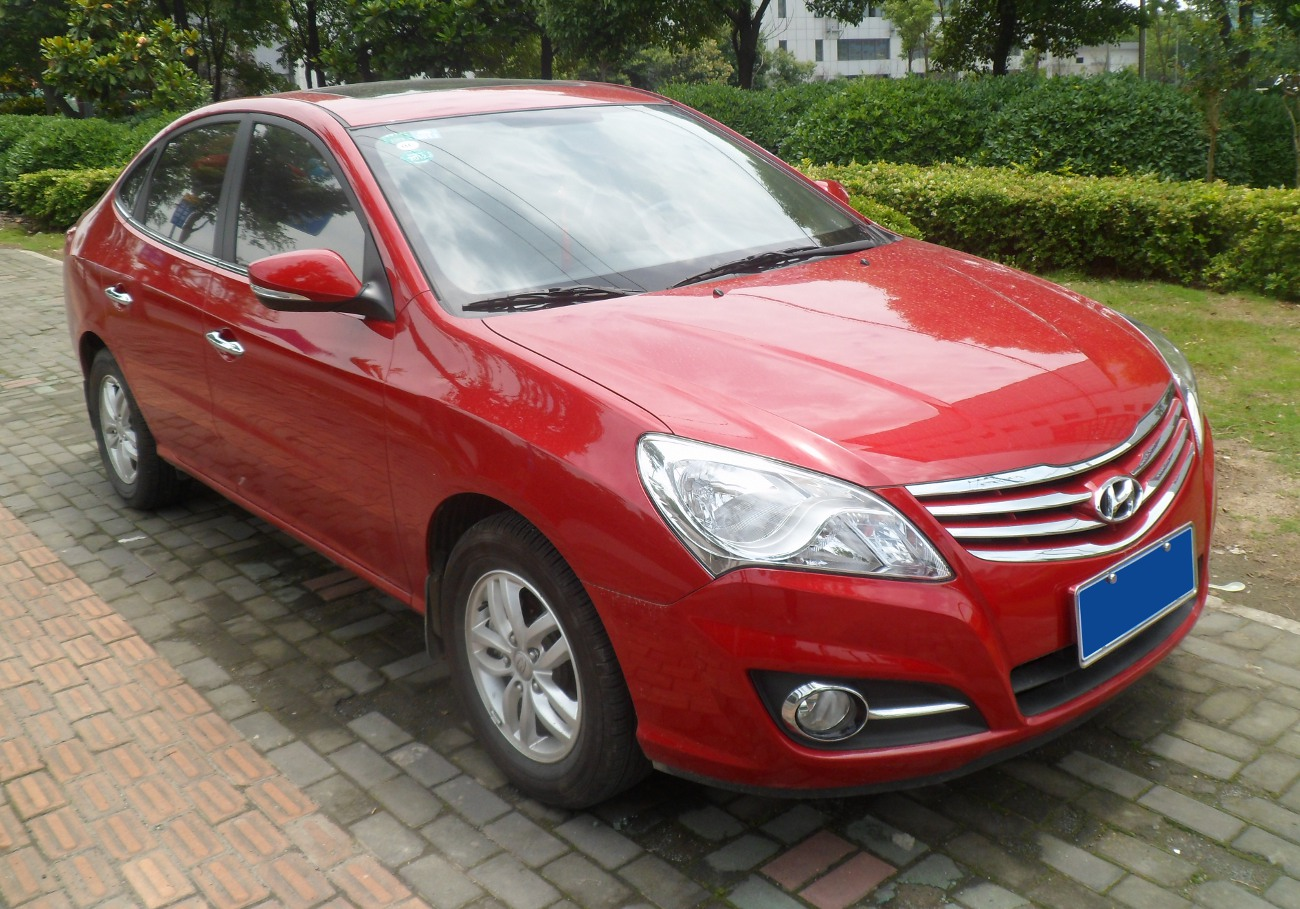
chiński Hyundai Elantra Yuedong po liftingu

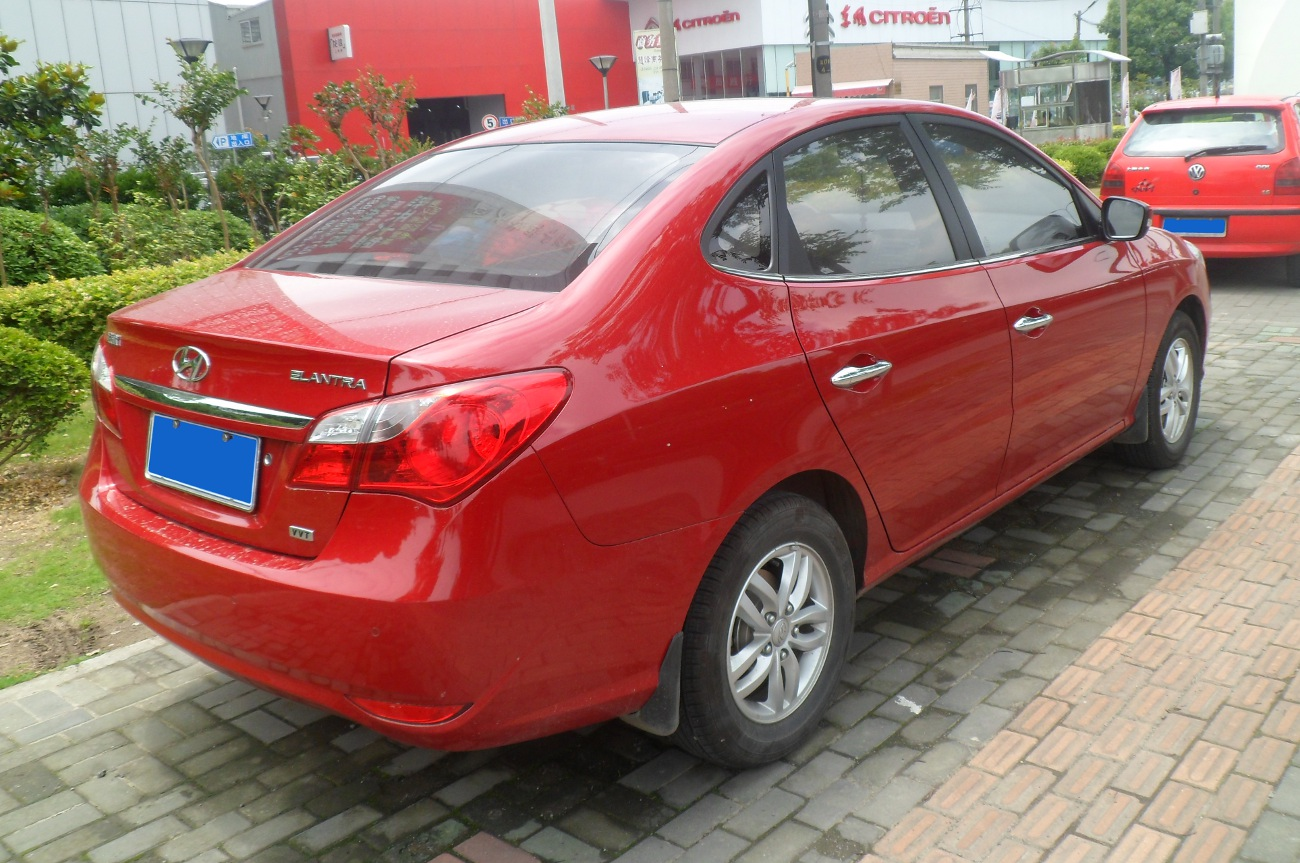
chiński Hyundai Elantra Yuedong - tył po liftingu

Hyundai Elantra IV został zaprezentowany po raz pierwszy w 2006 roku.
Konstruując czwartą generację Elantry, Hyundai wykorzystał platformę J4 przeznaczoną dla kompaktowych modeli nowej generacji jak Hyundai i30 czy Kia Forte i cee'd. Samochód stanowił element ofensywy modelowej południowokoreańskiego producenta pod kryptonimem 24/7, która zakładała debiut 7 nowych konstrukcji w przeciągu 24 miesięcy.
W porównaniu do poprzednika, Elantra czwartej generacji zyskała znacznie wyższe i szersze nadwozie, co przełożyło się na przestronniejszą kabinę pasażerską. Zyskało one bardziej krągłe i obłe proporcje, z większą ilością przeszklonej powierzchni szklanej i charakterystyczną, falistą linią przetłoczeń biegnącą przez drzwi. 
Pod kątem wystroju kabiny pasażerskiej, Hyundai Elantra czwartej generacji zaadaptował projekt deski rozdzielczej z nachyloną ku kierowcy konsolą centralną i dużą ilością srebrnego ozdobnego plastiku ze znanego w Europie modelu i30.

### Avante LPI HEV
W lipcu 2009 roku w Hyundai przedstawił pierwszą w historii linii modelowej spalinowo-elektryczną odmianę zbudowaną z myślą o wewnętrznym, południowokoreańskim rynku pod nazwą Hyundai Avante LPI HEV. Ponadto, to pierwszy w historii samochód hybrydowy napędzany LPG, a także pierwszy samochód w którym zastosowano akumulatory litowo-polimerowe (Li-Poly). Elantra LPI HEV napędzana jest silnikiem o pojemności skokowej 1,6 Gamma i mocy 84 kW (114 KM) przy 6000 obr./min. Silnik ten jest wspomagany przez silnik elektryczny o mocy 15 kW (20 KM).
Moment obrotowy przekazywany jest na przednie koła za pośrednictwem bezstopniowej przekładni CVT. Zużycie paliwa można także zmniejszyć poprzez użycie opcji Eco-Drive w którą jest wyposażona przekładnia CVT. System ten na bieżąco informuje kierowcę o oszczędnej jeździe. Prędkość maksymalna tego pojazdu wynosi 188 km/h, a przyspieszenie od 0 do 100 km/h wynosi 11,7 sekundy. Prace nad hybrydową wersją Elantry trwały 43 miesiące i kosztowały 200 mln dolarów.

### Sprzedaż
Kluczowymi rynkami dla Hyundaia Elantry czwartej generacji była m.in. Ameryka Północna, Ameryka Łacińska, Afryka, Azja Wschodnia i Australia. W przeciwieństwie do poprzedników, samochód nie był oferowany w Europie, ustępując miejsca dla nowego modelu i30.

### Elantra Yuedong
Dwa lata po debiucie na rynkach globalnych, w październiku 2008 roku przedstawiono specjalnie zmodyfikowany na potrzeby rynku chińskiego model Hyundai Elantra Yuedong. Samochód różni się od klasycznej Elantry IV między innymi zmodyfikowanym wyglądem i wyposażeniem, zyskując duże, bardziej agresywnie ukształtowane reflektory. Po 2 i pół roku produkcji, w kwietniu 2011 roku na Shanghai Auto Show została zaprezentowana odświeżona wersja Elantry Yuedong.
Zmieniono lampy przednie, wprowadzono nowy, chromowany grill, zmieniono tylny zderzak, a we wnętrzu użyto  materiałów lepszej jakości. W wyposażeniu dodano inteligentny klucz, starter w przycisku, inteligentne wspomaganie kierownicy, port USB i system Eco - Driving.
Hyundai Elantra Yuedong odniósł duży sukces na rynku chińskim, będąc jednym z najpopularniejszych samochodów w historii tutejszego rynku samochodowego. W ciągu niespełna dekady rynkowej obecności samochód znalazł 1,35 milion nabywców.

### Wyposażenie
- GLS
- SE
- Limited

### Silniki
- L4 1.6l Alpha
- L4 1.6l Gamma
- L4 1.8l Beta
- L4 2.0l Beta
- L4 1.6l Diesel

### Elantra Touring

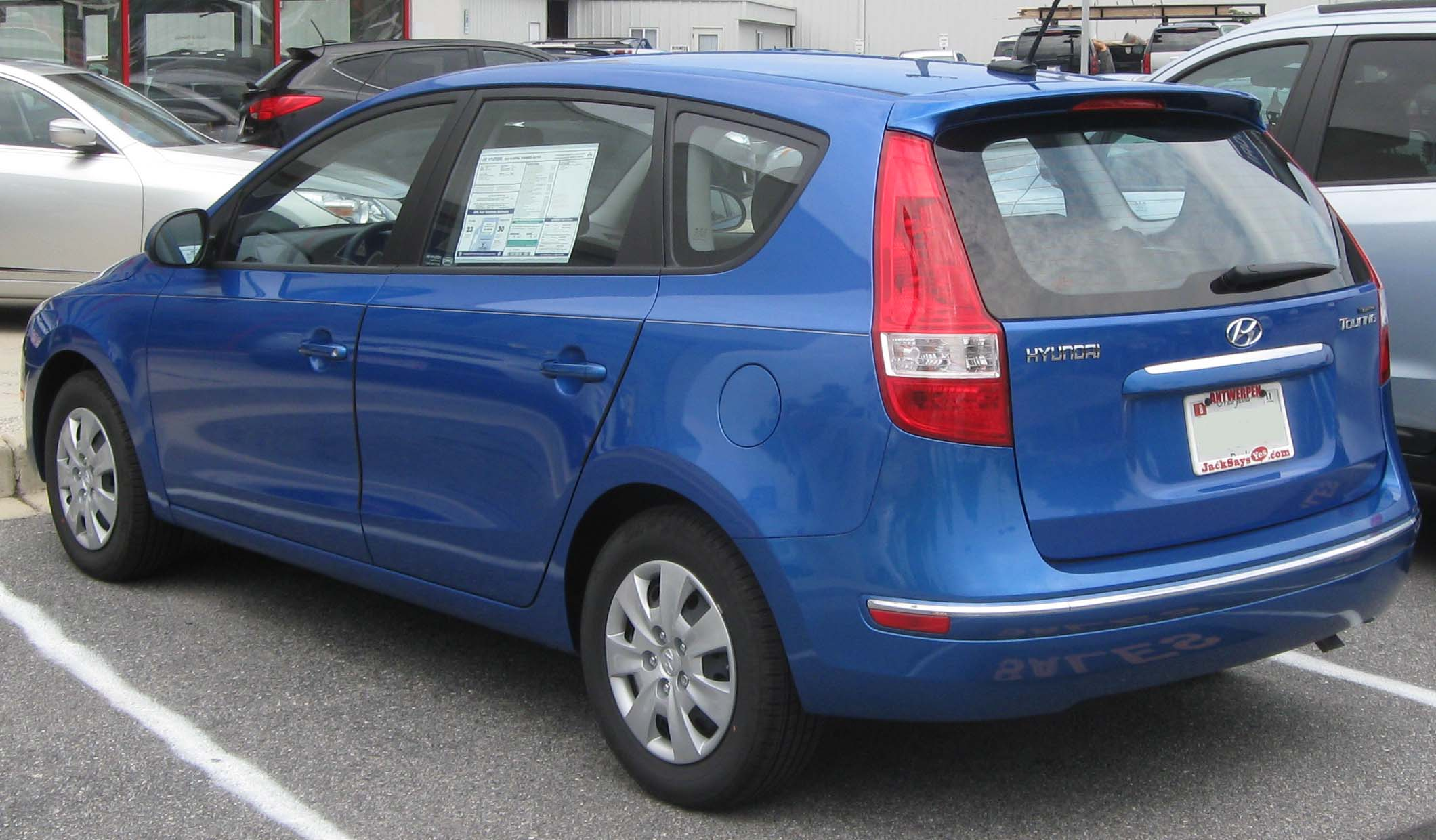
Hyundai Elantra Touring - tył

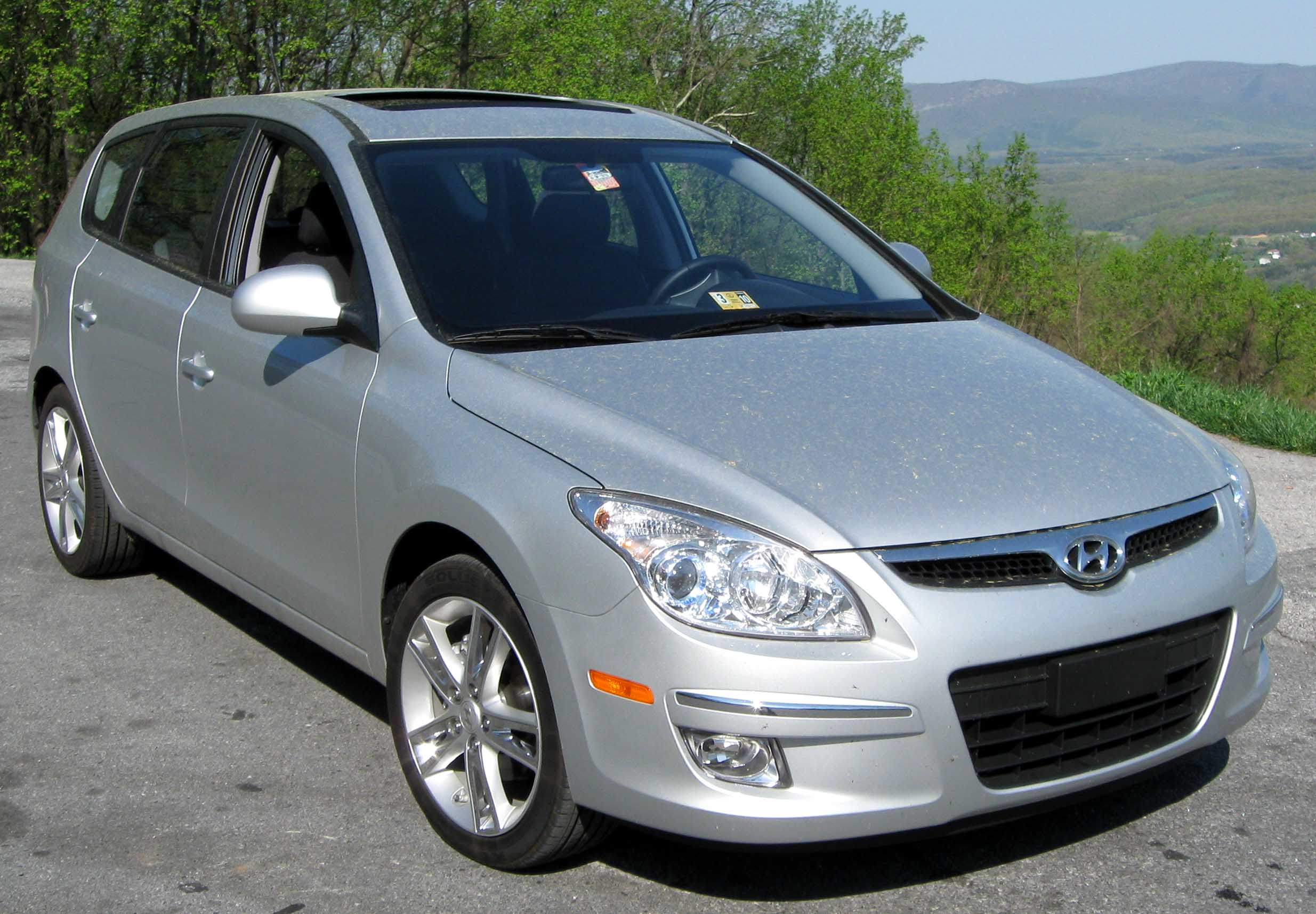
Hyundai Elantra Touring SE

Hyundai Elantra Touring został zaprezentowany po raz pierwszy w 2008 roku.
Ponad rok po debiucie czwartej generacji Elantry, Hyundai zdecydował się poszerzyć gamę nadwoziową tego modelu w Stanach Zjednoczonych i Kanadzie o 5-drzwiowe kombi pod nazwą Elantra Touring. 
Pod kątem wizualnym samochód odróżniał się innym wyglądem nadwozia, co bezpośrednio wynikało z faktu zapożyczenia wariantu 5-drzwiowego z europejskiej gamy Hyundaia. Elantra Touring była bowiem identyczna z dostępnym tam Hyundaiem i30 CW.
Na liście wyposażenia Elantry Touring znalazły się takie elementy, jak sześciogłośnikowy system audio, odtwarzacz płyt CD, klimatyzacja automatyczna, a także dzielona w proporcji 60/40 kanapa tylna. Standardowo, aluminiowe alufelgi miały rozmiar 17 cali.
Hyundai Elantra Touring oferowany był w Ameryce Północnej wyłącznie z jednym, czterocylindrowym silnikiem benzynowym o pojemności 2 litrów i mocy 138 KM, a w sprzedaży dostępny był łącznie przez cztery lata do 2012 roku. 
Samochód był ostatnim kompaktowym kombi oferowanym przez Hyundaia w Ameryce Północnej - ofertę kolejnych generacji uzupełnił już mniejszy, 5-drzwiowy hatchback.

### Silnik
- L4 2.0l 138 KM

## Piąta generacja

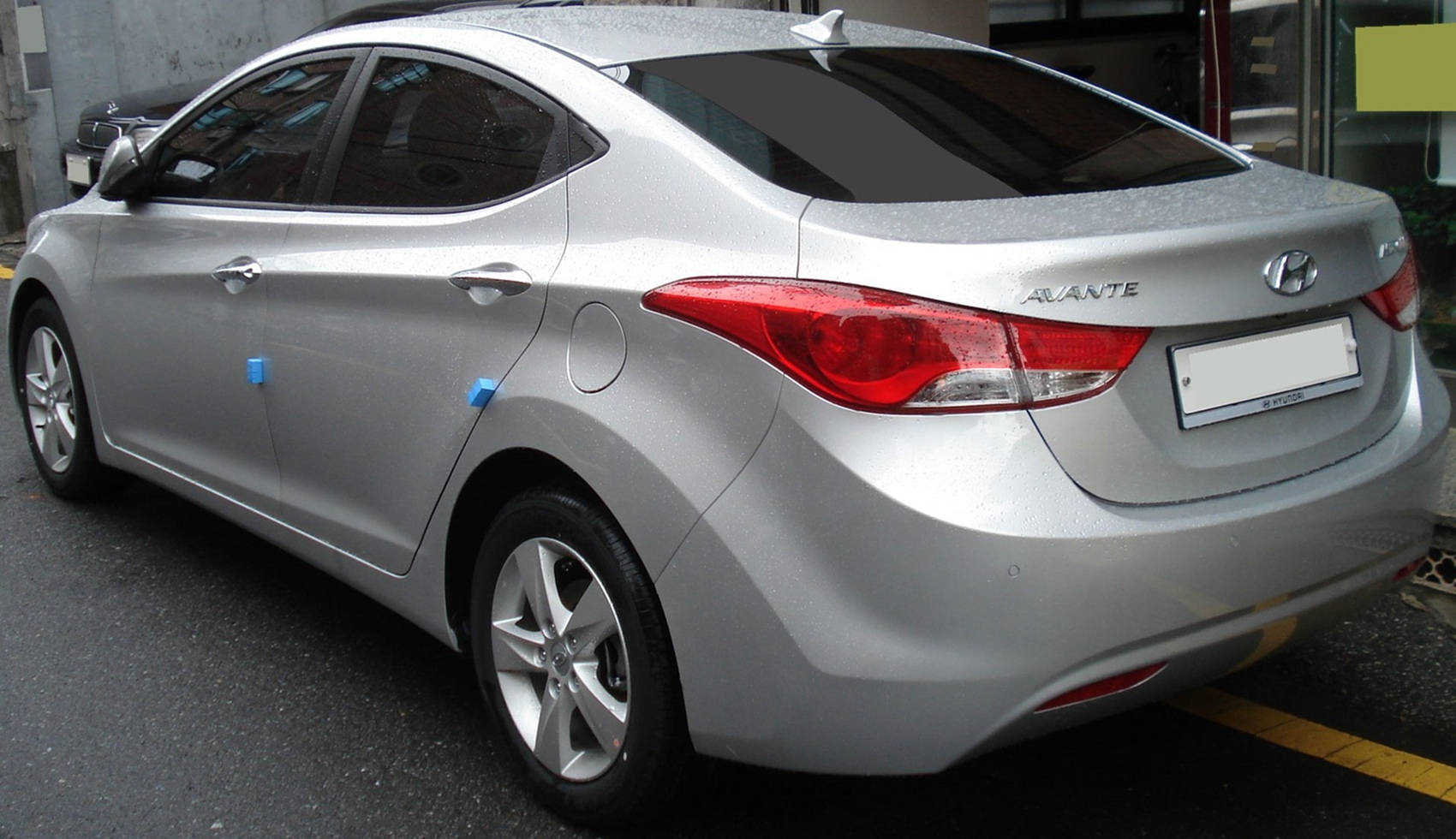
Hyundai Elantra V - tył

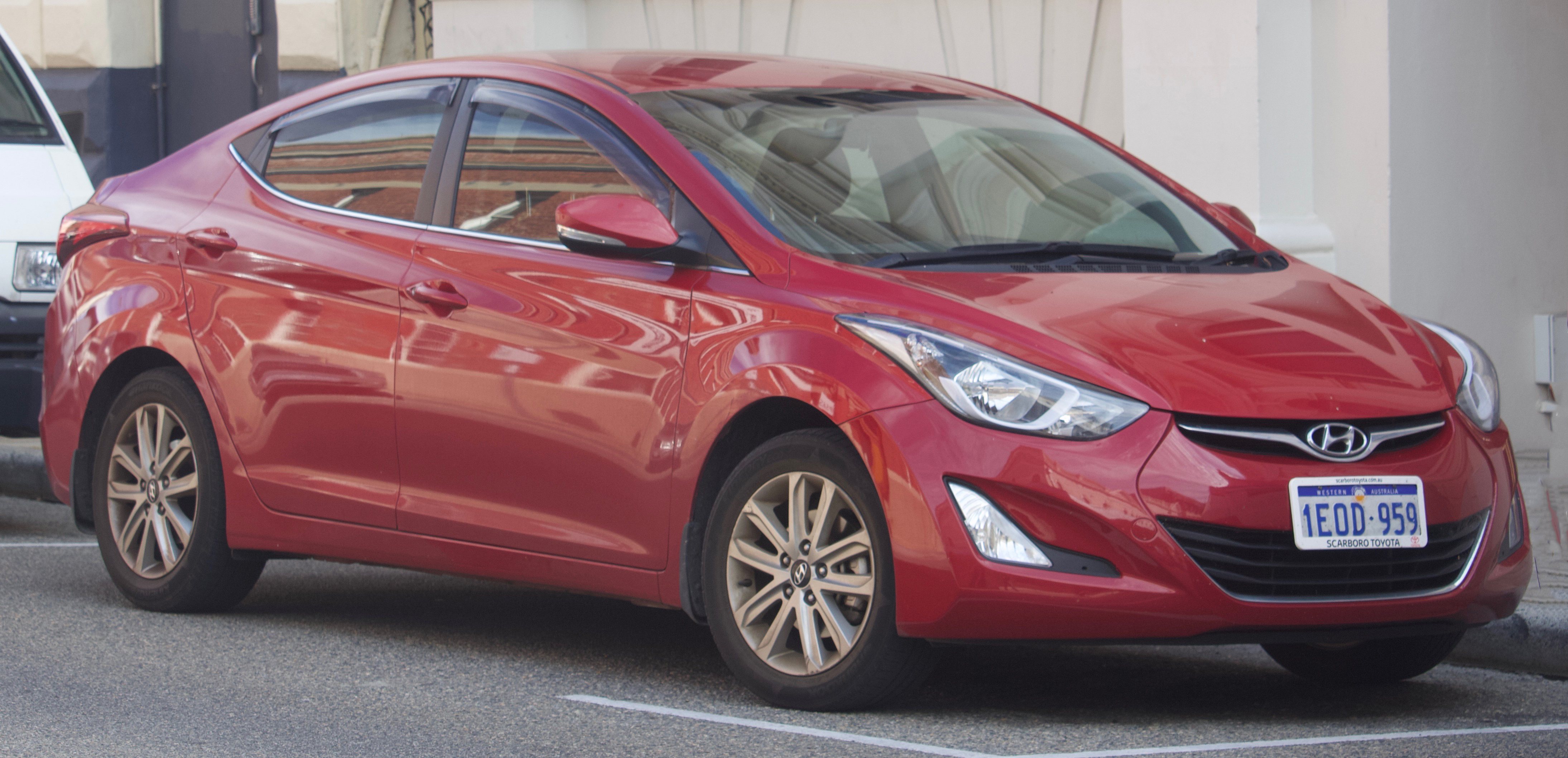
Hyundai Elantra V po liftingu

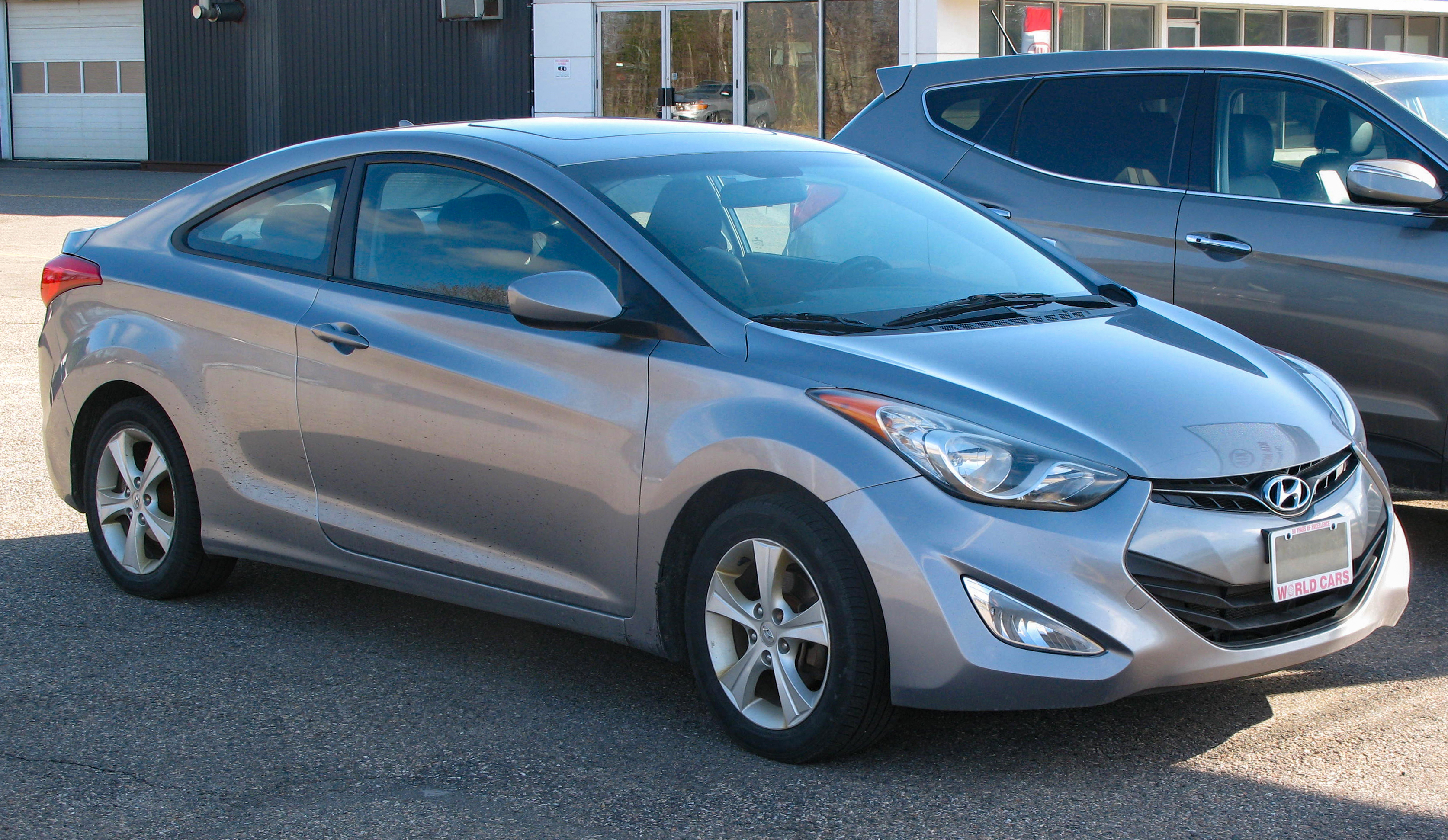
Hyundai Elantra V Coupe

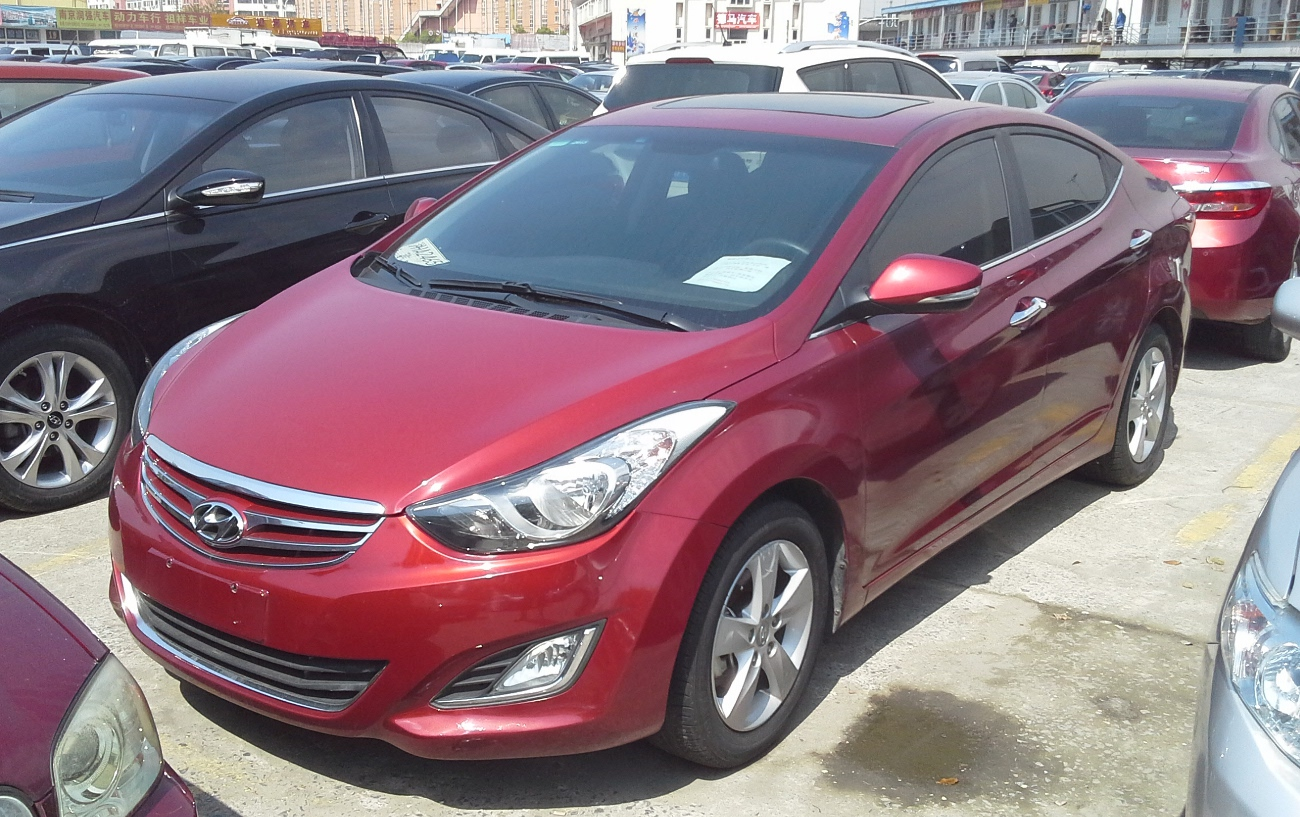
chiński Hyundai Elantra Langdong

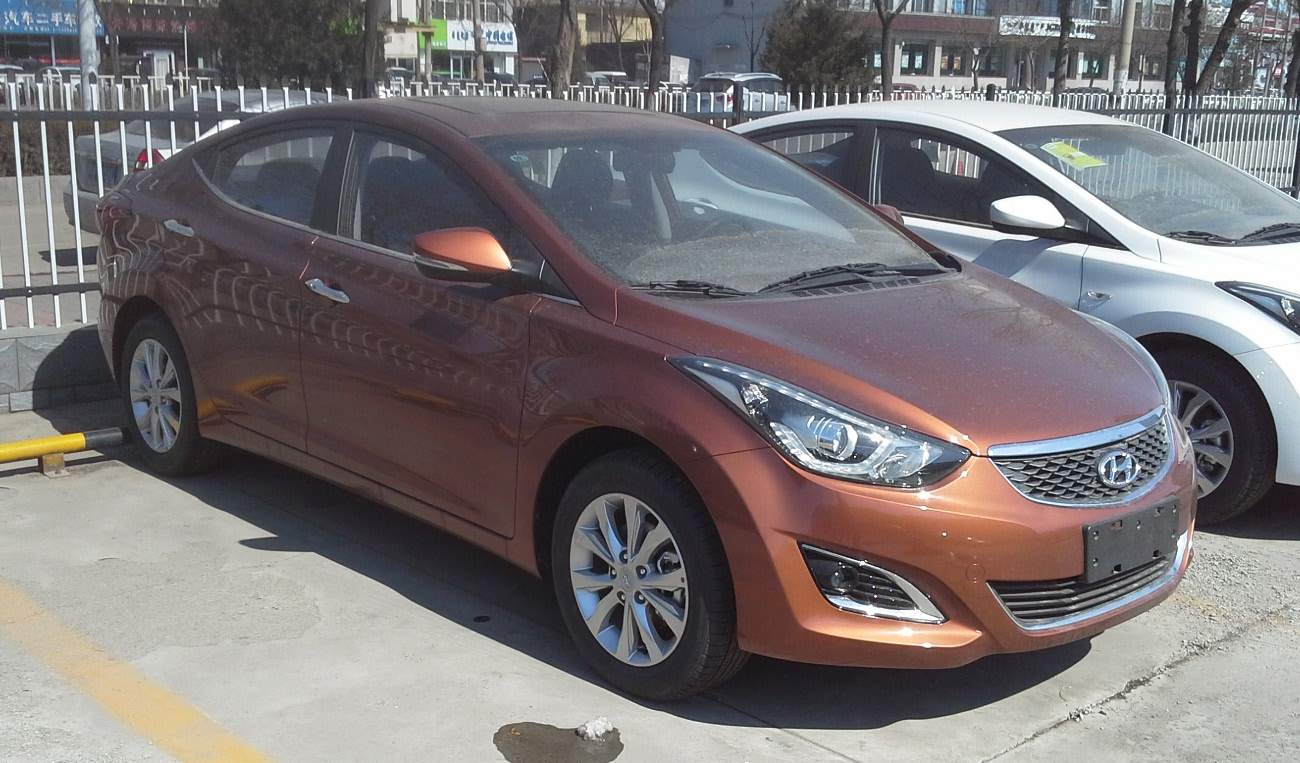
chiński Hyundai Elantra Langdong po liftingu

Hyundai Elantra V został zaprezentowany po raz pierwszy w 2010 roku.
Po niespełna 4 latach rynkowej obecności Elantry IV, Hyundai zdecydował się przedstawić zupełnie nową generację swojego kompaktowego sedana. Samochód przeszedł radykalną metamorfozę w stosunku do stosunkowo stonowanego i konwencjonalnego w wyglądzie poprzednika, powstając według języka projektowania zwanego Fluidic Sculpture.
Samochód charakteryzował się znacznie bardziej masywnymi proporcjami nadwozia, które potęgowały duże, ostro zarysowane reflektory dominujące pas przedni, a także wyraźnie zarysowane przetłoczenia, zadarta ku górze linia okien, a także szerokie, strzeliste dwuczęściowe lampy tylne. Łagodnie opadającą linię dachu inspirowano samochodami z nadwoziem coupe.
Awangardową, wielokształtną formę przyjęła także deska rozdzielcza, gdzie po raz pierwszy w górnej części umieszczono duży wyświetlacz LCD systemu multimedialnego i nawigacji, z kolei nawiewy umieszczone zostały na linii kolan kierowcy - podobnie jak duży kolorowy wyswietlacz panelu klimatyzacji.
Dzięki oparciu o nową platformę, Hyundai Elantra piątej generacji stał się o 37% sztywniejszy, a także zyskał przestronniejszą i pojemniejszą kabinę pasażerską.
W 2012 roku samochód zdobył tytuł North American Car of the Year.

### Elantra Coupe
W lutym 2012 roku po raz pierwszy i zarazem ostatni w historii tej linii modelowej gama nadwoziowa została poszerzona o dwudrzwiowy wariant Hyundai Elantra Coupe. Charakteryzował się on mniej ściętą linią okien, a także innym wyglądem przedniego zderzaka. Wariant ten oferowano tylko w Ameryce Północnej i wycofano go stąd po jedynie dwóch latach sprzedaży z powodu niewielkiego popytu z końcem 2014 roku.

### Lifting
W sierpniu 2013 roku zdecydowano się na drobne zmiany kosmetyczne, które przyniosły głównie zmiany w wyglądzie zderzaków. Zmodernizowana Elantra otrzymała też diodowe tylne światła zespolone, a przednie reflektory ukryto pod ciemniejszym szkłem. Wprowadzono nowe 17-calowe obręcze kół oraz zmodyfikowano wycieraczki szyby czołowej.
Wyposażenie standardowe zostało poszerzone o system elektronicznej stabilizacji VDC, a za dopłatą można zamówić m.in. podgrzewane koło kierownicy, wentylowane przednie fotele oraz asystenta parkowania. Producent zamontował także większy ekran systemu multimedialnego, zmienił lokalizację nawiewów i wzbogacił wyposażenie o system bezpieczeństa Smart Parking Assist System (SPAS).

### Sprzedaż
Po 4-letniej absencji, Hyundai zdecydował się wprowadzić do sprzedaży Elantrę w Europie, ograniczając jednak jej zasięg do okrojonej listy państw. Wśród nich znalazła się m.in. Polska i Hiszpania.
Podobnie jak dotychczas, Elantra była oferowana na wewnętrznym rynku południowokoreańskim pod nazwą Hyundai Avante. W Izraelu samochód nosił z kolei nazwę Hyundai i35 Elantra, stając się jednym z najpopularniejszych samochodów w tym kraju.
Na rynku chińskim samochód nosił nazwę Hyundai Elantra Langdong, debiutując tam w czerwcu 2012 roku odróżniając się od globalnej wersji innym zderzakiem z większą atrapą chłodnicy z poziomym układem poprzeczek.

### Silniki
- L4 1.6 Gamma MPI 140 KM
- L4 1.6 Gamma GDI 132 KM
- L4 1.8 Nu MPI 148 KM

### Elantra GT

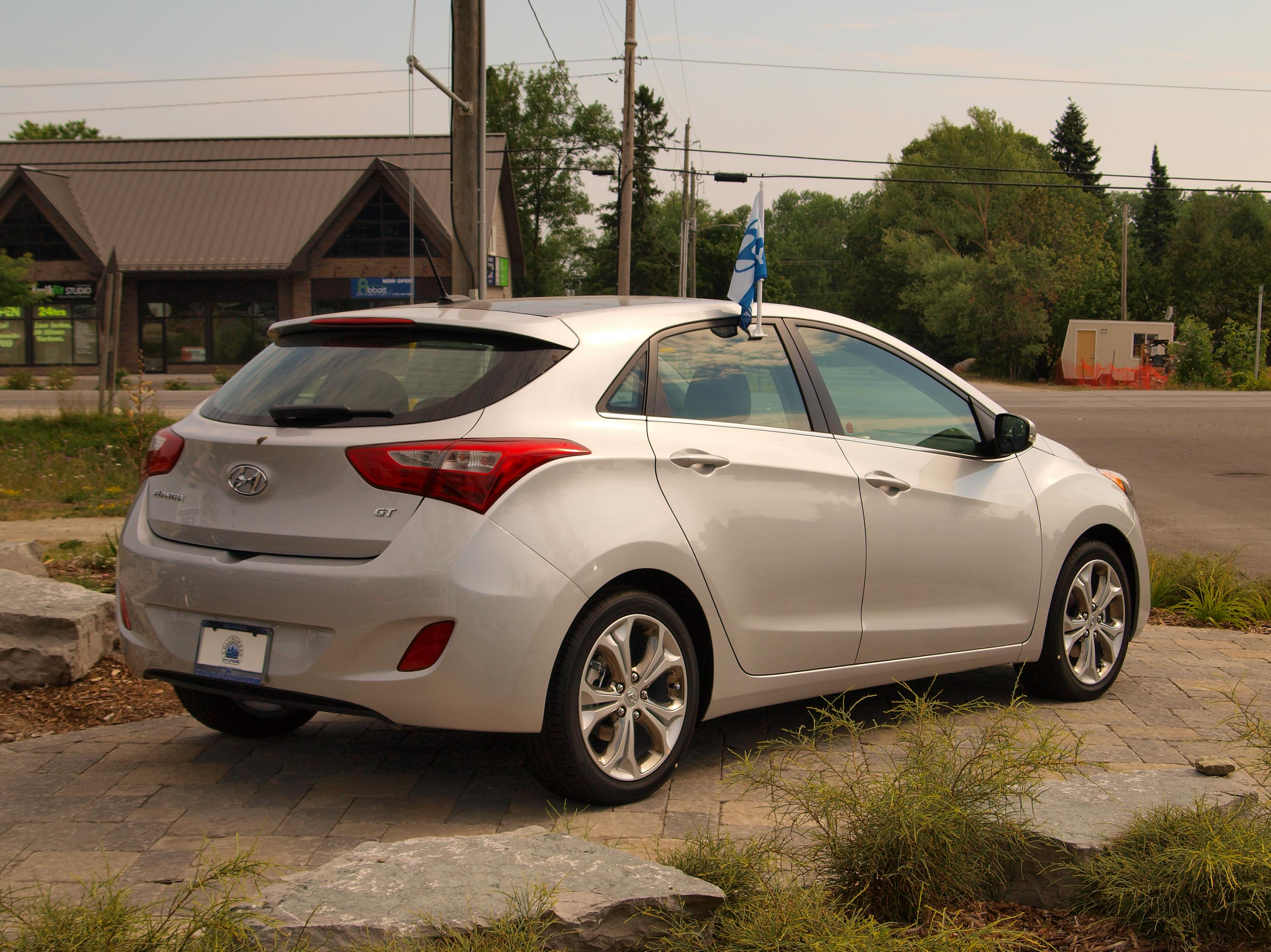
Hyundai Elantra GT II - tył

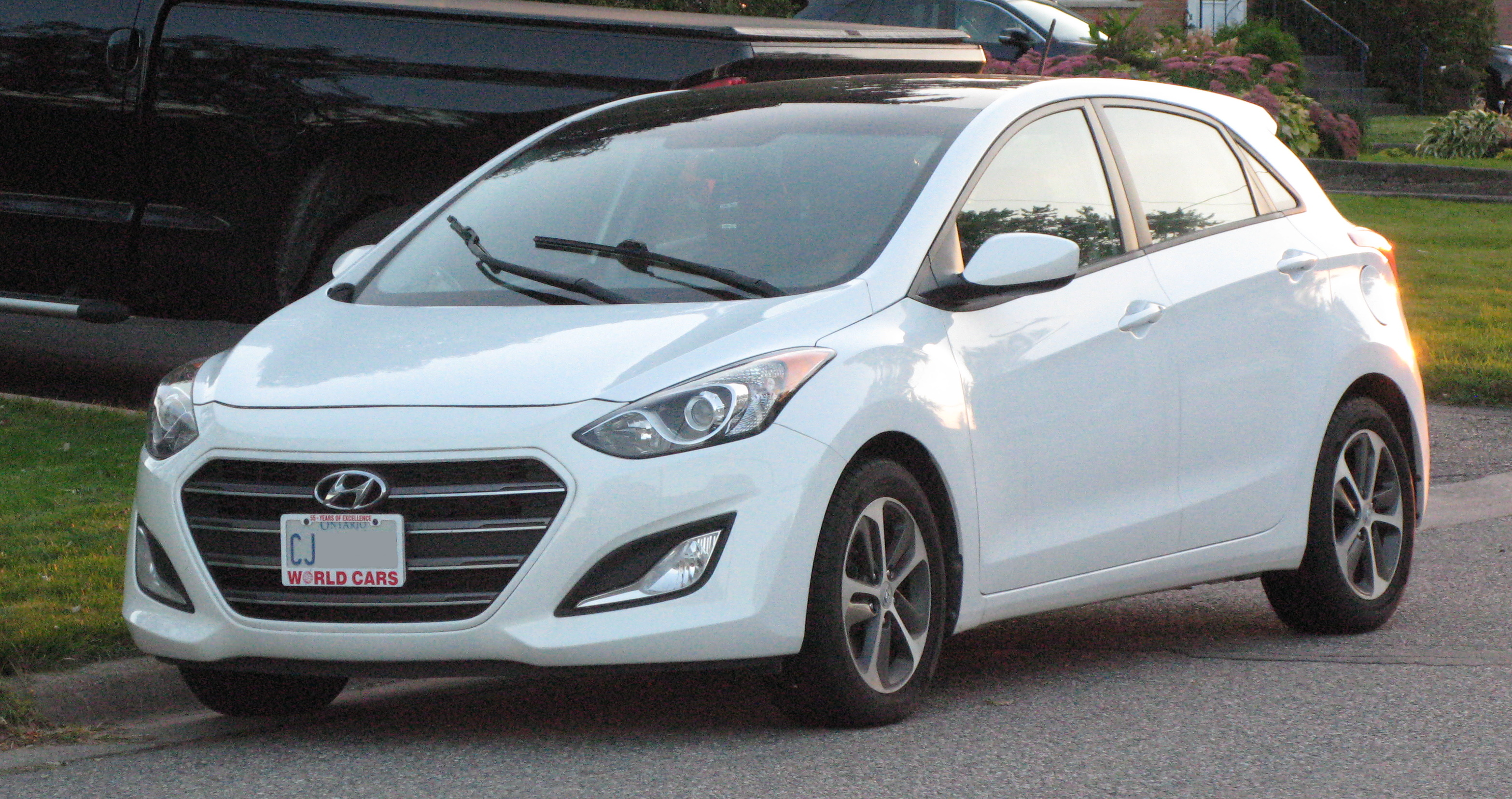
Hyundai Elantra GT II po liftingu

Hyundai Elantra GT II został zaprezentowany po raz pierwszy w 2012 roku.
Inaczej niż w przypadku czwartej generacji, w przypadku kolejnego wcielenia Hyundai zdecydował się poszerzyć ofertę kompaktowego modelu w Stanach Zjednoczonych i Kanadzie o wariant hatchback o dodatkowym członie nazwy GT zamiast Toruing. 
Samochód ponownie był eksportową odmianą Hyundaia i30, tym razem opierając się na odmianie hatchback. W ten sposób, pomimo podobnych proporcji przedniej części nadwozia, Elantra GT głęboko różniła się wizualnie od wersji sedan.
W przeciwieństwie do poprzednio dostępnej Elantry Touring, nowy model pod nazwą Elantra GT otrzymał tym razem znacznie bogatszą gamę jednostek napędowych i większą liczbę dostępnych wariantów wyposażenia.

### Lifting
Podobnie jak Hyundai i30, w lutym 2015 roku restylizacja nadwozia objęła także północnoamerykańską Elantrę GT. Zmiany wizualne były subtelne, ograniczając się do nowego, większego wlotu powietrza z poziomymi poprzeczkami.

### Silniki
- L4 1.8l 145 KM
- L4 2.0l 173 KM
- L4 2.0l 166 KM

## Szósta generacja

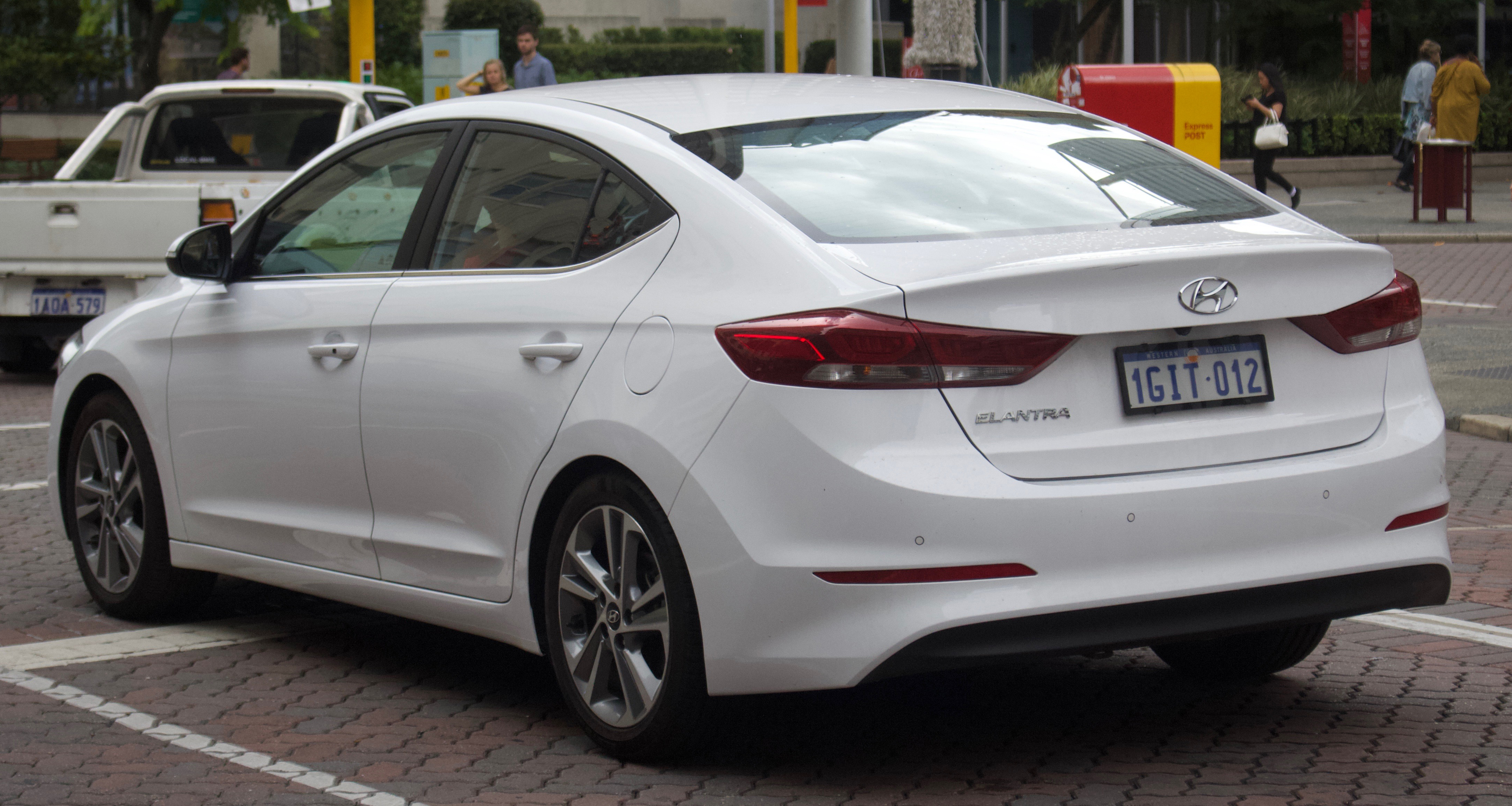
Hyundai Elantra VI - tył

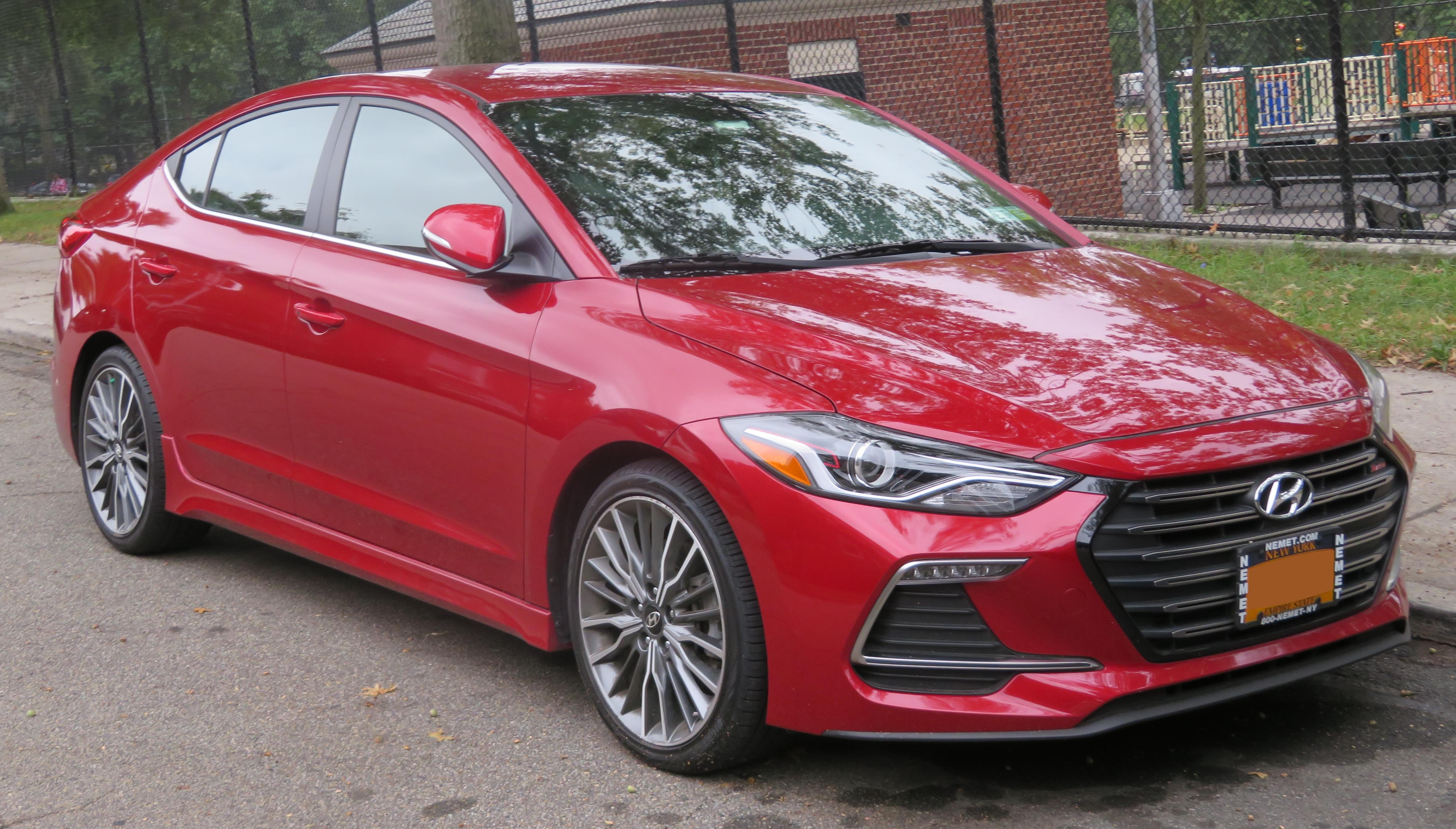
Hyundai Elantra VI Sport

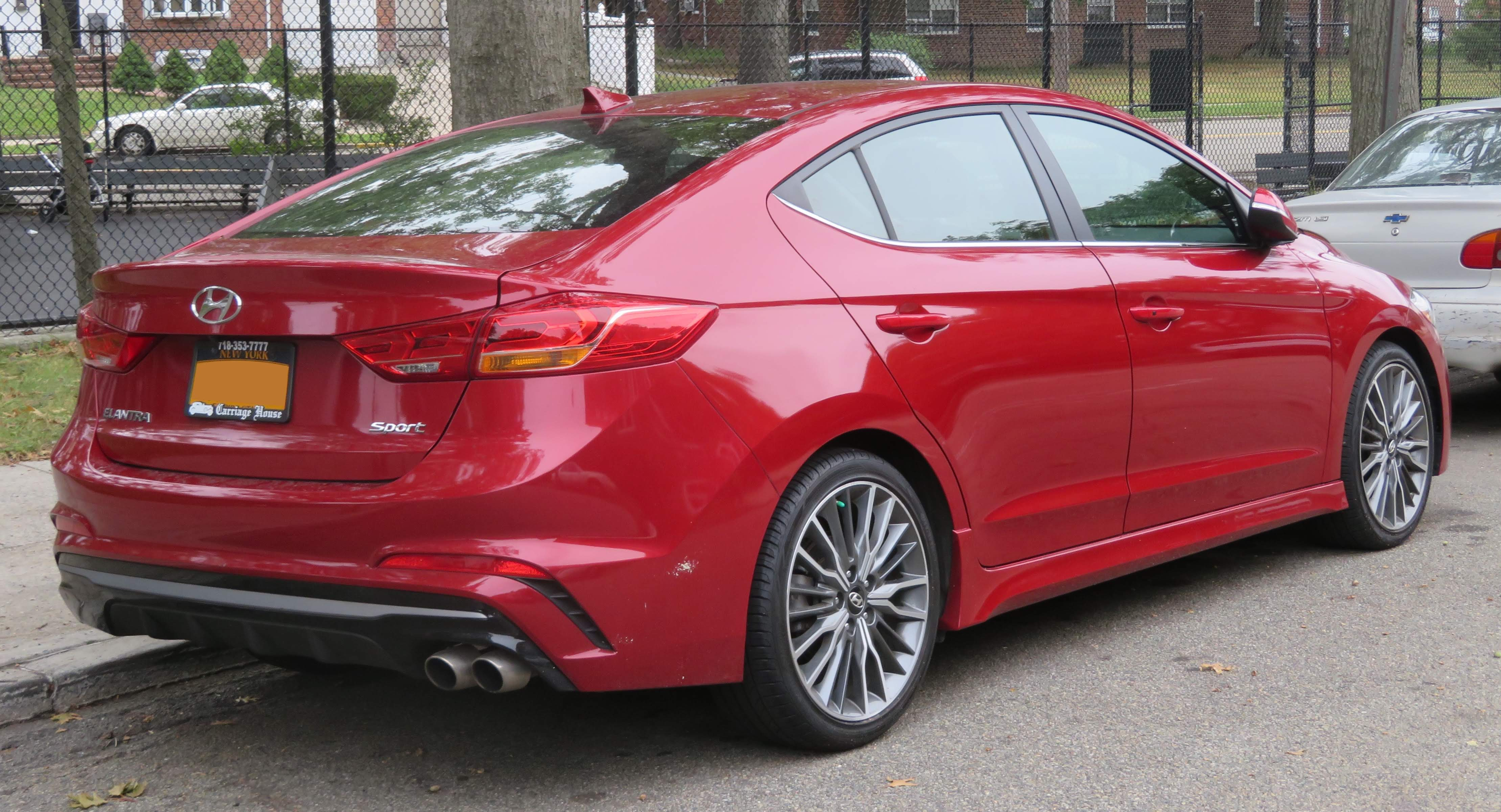
Hyundai Elantra VI Sport - tył

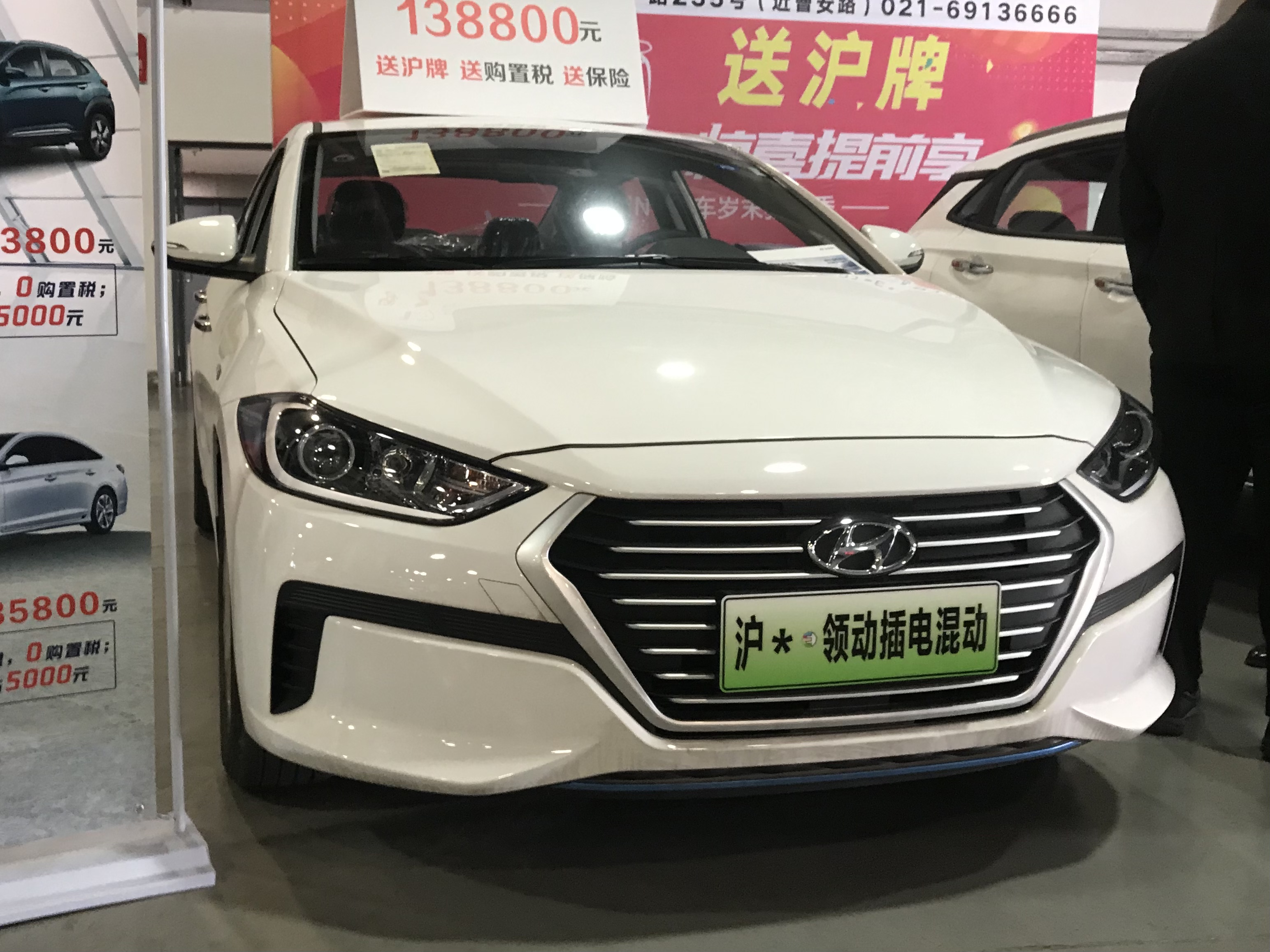
chiński Hyundai Elantra Lingdong PHEV

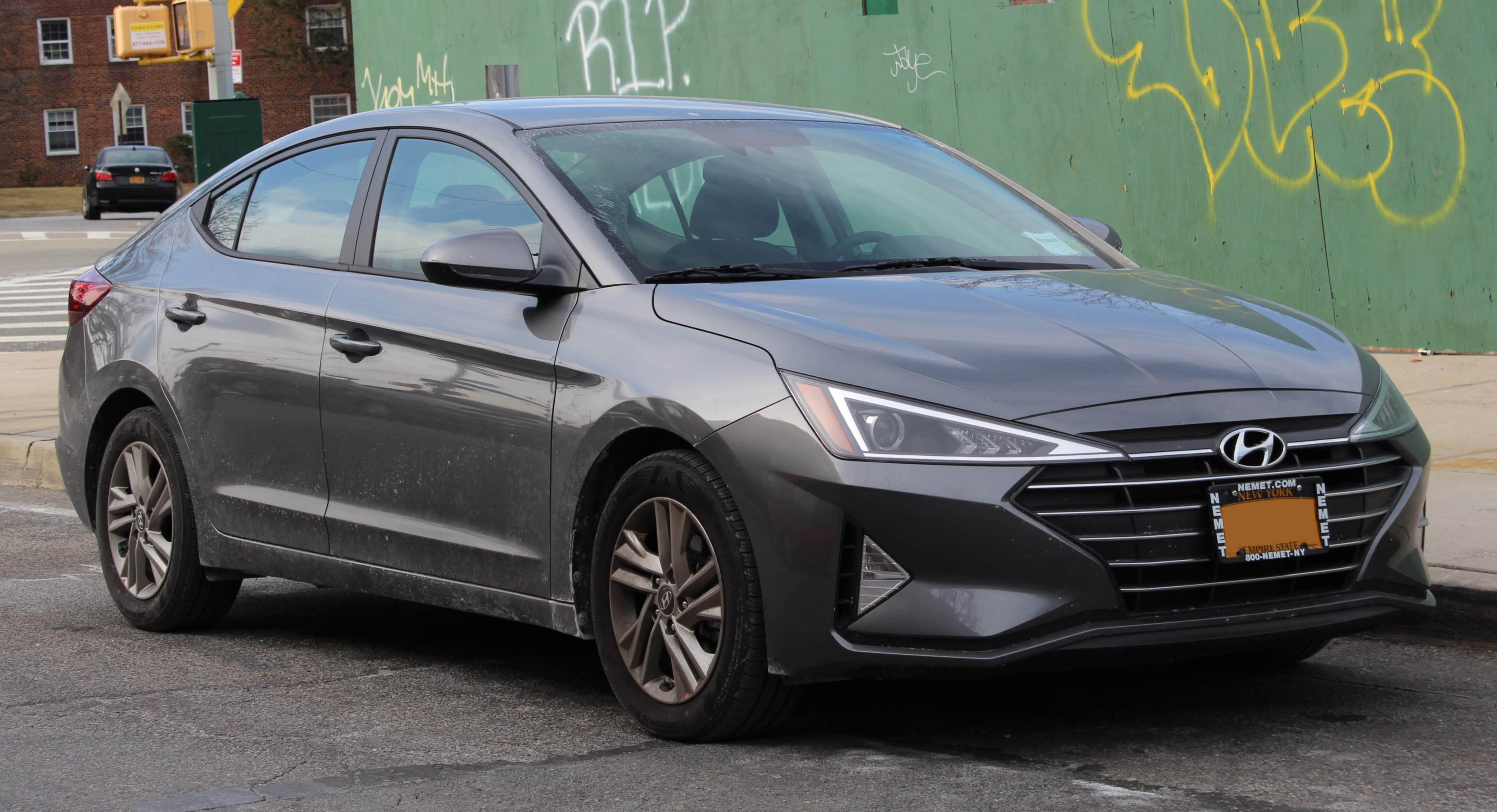
Hyundai Elantra VI po liftingu

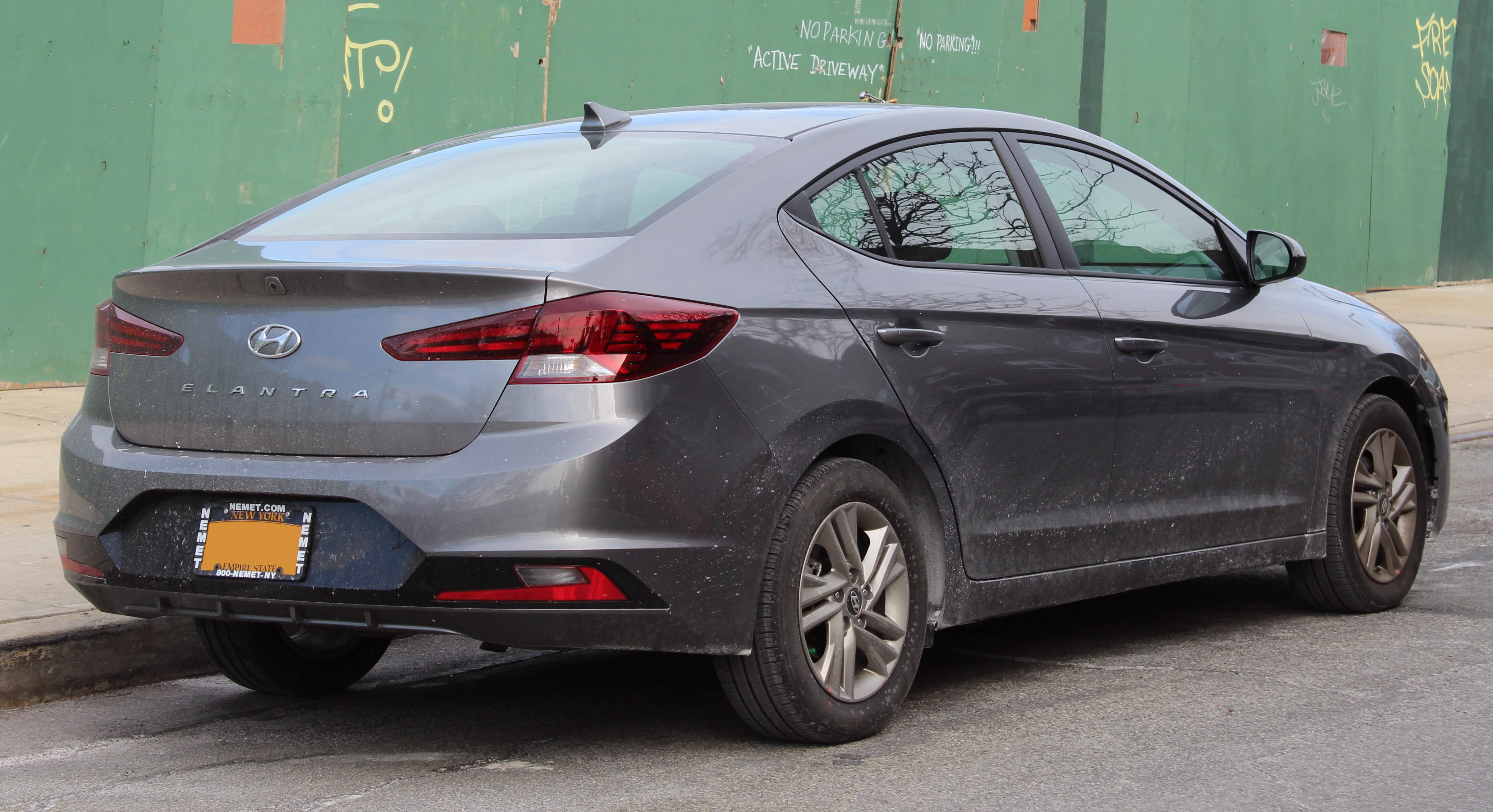
Hyundai Elantra VI - tył po liftingu

Hyundai Elantra VI został po raz pierwszy oficjalnie zaprezentowany w 2015 roku.
Piąta generacja Elantry, podobnie jak przedstawione rok wcześniej kolejne wcielenie większej Sonaty, utrzymana została w zaktualizowanej formule dotychczasowego języka stylistycznego pod nazwą Fluidic Sculpture 2.0, charakteryzując się mniej awangardowo ukształtowanym nadwoziem.
Pas przedni zdominowała duża, sześciokątna atrapa chłodnicy z chromowanymi ozdobnikami, a także mniejsze, bardziej pionowo umieszczone reflektory o agresywnym kształcie. Linia nadwozia zyskała bardziej stonowaną linię nadwozia, z kolei tylne lampy dla kontrastu w niewielkim stopniu zmodyfikowały formułę z piątej generacji. 
Dzięki zastosowaniu nowej platformy, Elantra szóstej generacji charakteryzowała się dłuższym, szerszym i wyższym nadwoziem, zachowując przy tym taki sam rozstaw osi. Dzięki zmianom w konstrukcji, samochód stał się sztywniejszy, a także lepiej wyciszony i wykonany z lepszej jakości materiałów.
Bardziej konwencjonalną stylizację zyskał także kokpit, który zdominowała masywna konsola centralna z wysoko umieszczonymi nawiewami, 8-calowym ekranem systemu multimedialnego, a także dużym, poziomo uformowanym panelem klimatyzacji. Koło kierownicy ponownie opcjonalnie wyposażone było w przyciski do sterowania m.in. radiem.

### Elantra Sport
W lipcu 2016 roku zaprezentowana została wyczynowa odmiana Hyundai Elantra Sport jako najszybszy wariant piątej generacji pojazdu. Pod kątem wizualnym wyróżniała się ona większymi, 18-calowymi alufelgami ze sportowym ogumieniem, większymi wlotami powietrza w zderzaku przednim, a także dyfuzorem z podwójną końcówką wydechu.
Samochód napędzał 1,6-litrowy, turbodoładowany silnik benzynowy T-GDI rozwijający moc 204 KM i 265 Nm maksymalnego momentu obrotowego,  przyśpieszając od 0 do 100 km/h w 8 sekund. Do wyboru producent oferował 6-biegową przekładnię manualną lub 7-biegową automatyczną, dwusprzęgłową.

### Lifting
W sierpniu 2018 roku Hyundai przeprowadził Elantrę szóstej generacji po gruntownej restylizacji, zmieniającej całkowicie stylistykę większości elementów nadwozia. Pas przedni zyskał charakterystyczne, trójkątne i ostro zarysowane reflektory, a także większą, kaskadową atrapę chłodnicy współgrającą z dużymi wlotami powietrza. 
Tylna część nadwozia otrzymała bardziej ścięte, mniejsze powierzchniowo lampy, między którymi znalazł się duży napis z nazwą modelu, z kolei miejsce na tablicę rejestracyjną zostało przeniesione z klapy bagażnika na zderzak.
Modernizacja objęła także deskę rozdzielczą, która zyskała koło kierownicy w stylu m.in. modeli i30 i Kona, a także przeprojektowane kratki nawiewów, nowy panel klimatyzacji i większy ekran systemu multimedialnego o przekątnej 8 cali.

### Sprzedaż
Zgodnie z dotychczasowym schematem, Hyundai Elantra nowej generacji zadebiutował w pierwszej kolejności i trafił do sprzedaży w Korei Południowej pod nazwą Hyundai Avante.
Podobnie jak poprzednik, Hyundai Elantra szóstej generacji w Europie trafił do sprzedaży tylko na wyselekcjonowanych rynkach. Spośród państw Unii Europejskiej, znalazły się wśród nich Polska, Rumunia, Hiszpania i Bułgaria, a ponadto także kraje Półwyspu Bałkańskiego.
Na rynku chińskim samochód nosił nazwę Hyundai Elantra Lingdong, po raz pierwszy nie różniąc się wizualnie od modelu sprzedawanego na rynkach globalnych. Specjalnie dla tego rynku w 2019 roku przedstawiono wariant o napędzie hybrydowym typu plug-in umożliwiający przejechanie do 85 kilometrów na samym silniku elektrycznym.

### Silniki
- L4 1.4l Kappa Turbo
- L4 1.6l Gamma
- L4 1.6l Gamma Turbo
- L4 1.6l Diesel
- L4 2.0l Diesel

### Elantra GT

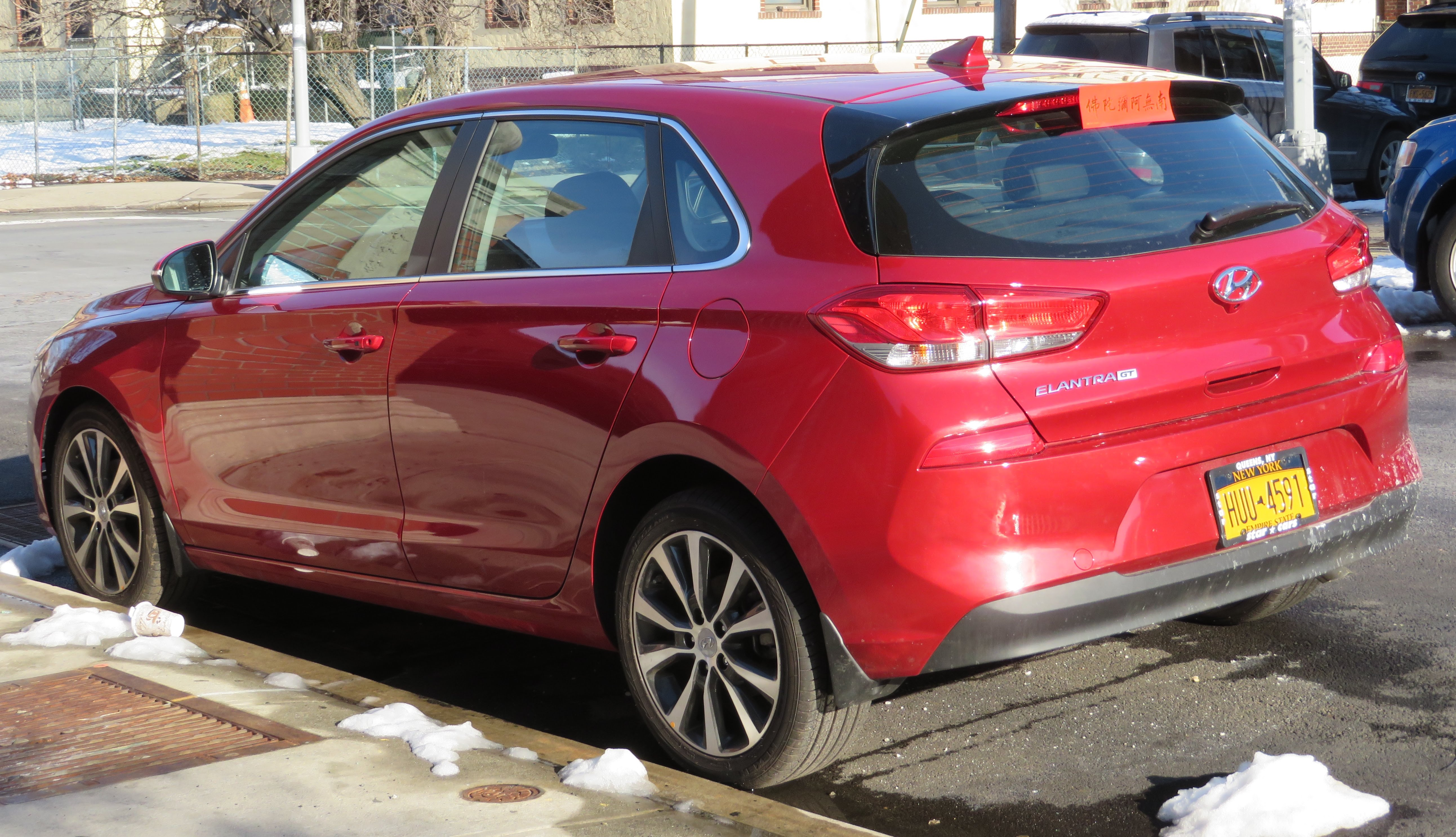
Hyundai Elantra GT III - tył

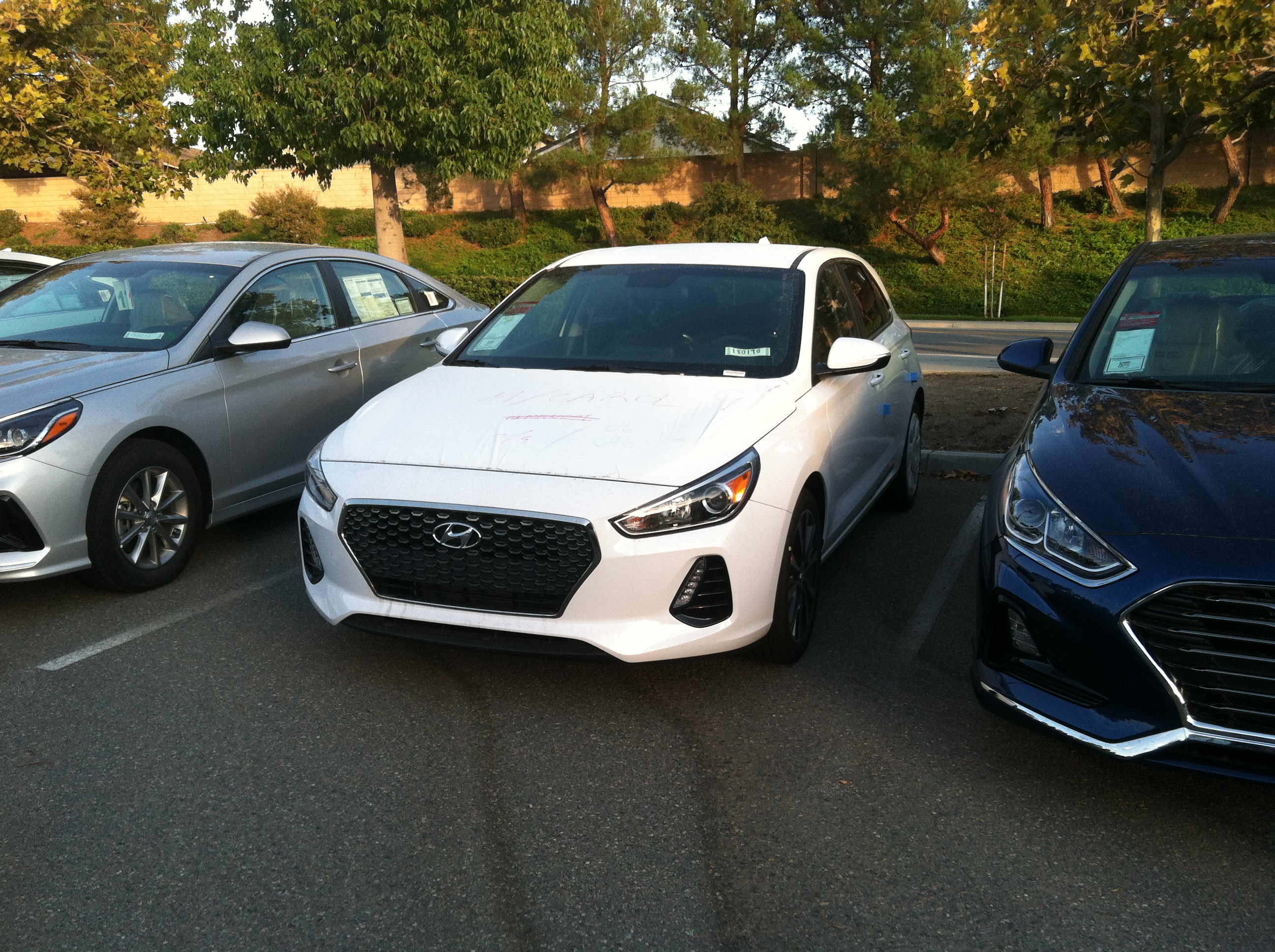
Hyundai Elantra GT III SE

Hyundai Elantra GT III został zaprezentowany po raz pierwszy w 2017 roku.
Ponad rok po debiucie Elantry szóstej generacji, podobnie jak w przypadku poprzednika na rynku Stanów Zjednoczonych i Kanady oferta została poszerzona przez 5-drzwiowego hatchbacka.
Pod kątem wizualnym, Elantra GT nowej generacji w głębokim stopniu odróżniała się od wariantu sedan, co zawdzięczała byciu północnoamerykańską odmianą modelu znanego na globalnych rynkach jako Hyundai i30. Samochód przyjął bardziej stonowane proporcje od poprzednika, z bardziej foremną sylwetką nadwozia i charakterystyczną, wąską tylną szybą.
Gama dostępnych wariantów Elantry GT została poszerzona także o topową odmianę Sport, którą napędzał turbodoładowany 1,6-litrowy silnik benzynowy współdziałający z automatyczną skrzynią biegów.

### Koniec produkcji
W sierpniu 2020 roku Hyundai ogłosił wycofanie z północnoamerykańskiej oferty Elantry GT bez bezpośredniego następcy, upraszczając ofertę tego modelu wyłącznie do 4-drzwiowego sedana. Decyzję tę motywowano spadającym popytem na rzecz crossoverów.

### Silniki
- L4 1.6l 201 KM
- L4 2.0l 161 KM

## Siódma generacja

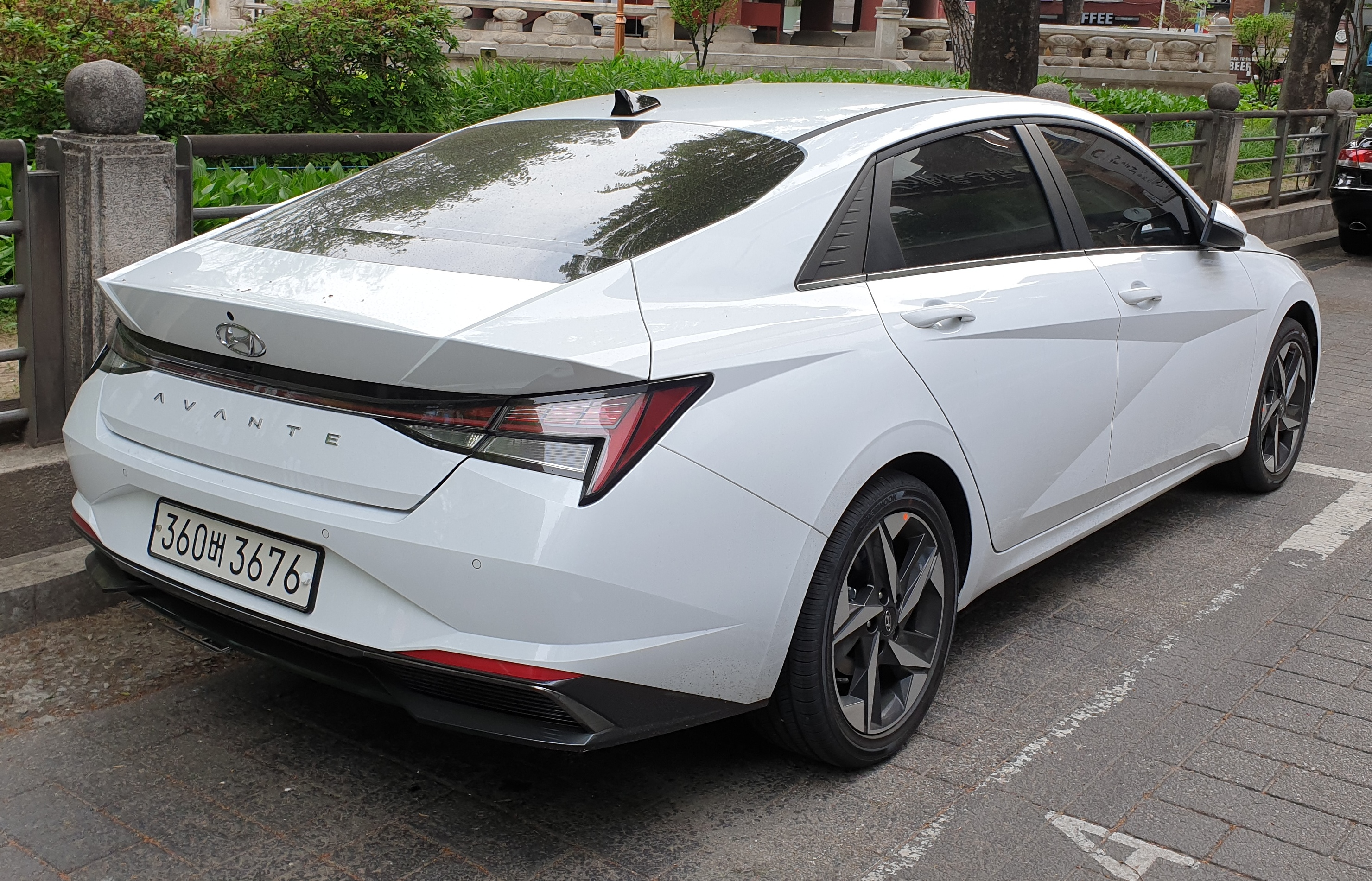
Hyundai Elantra VII - tył

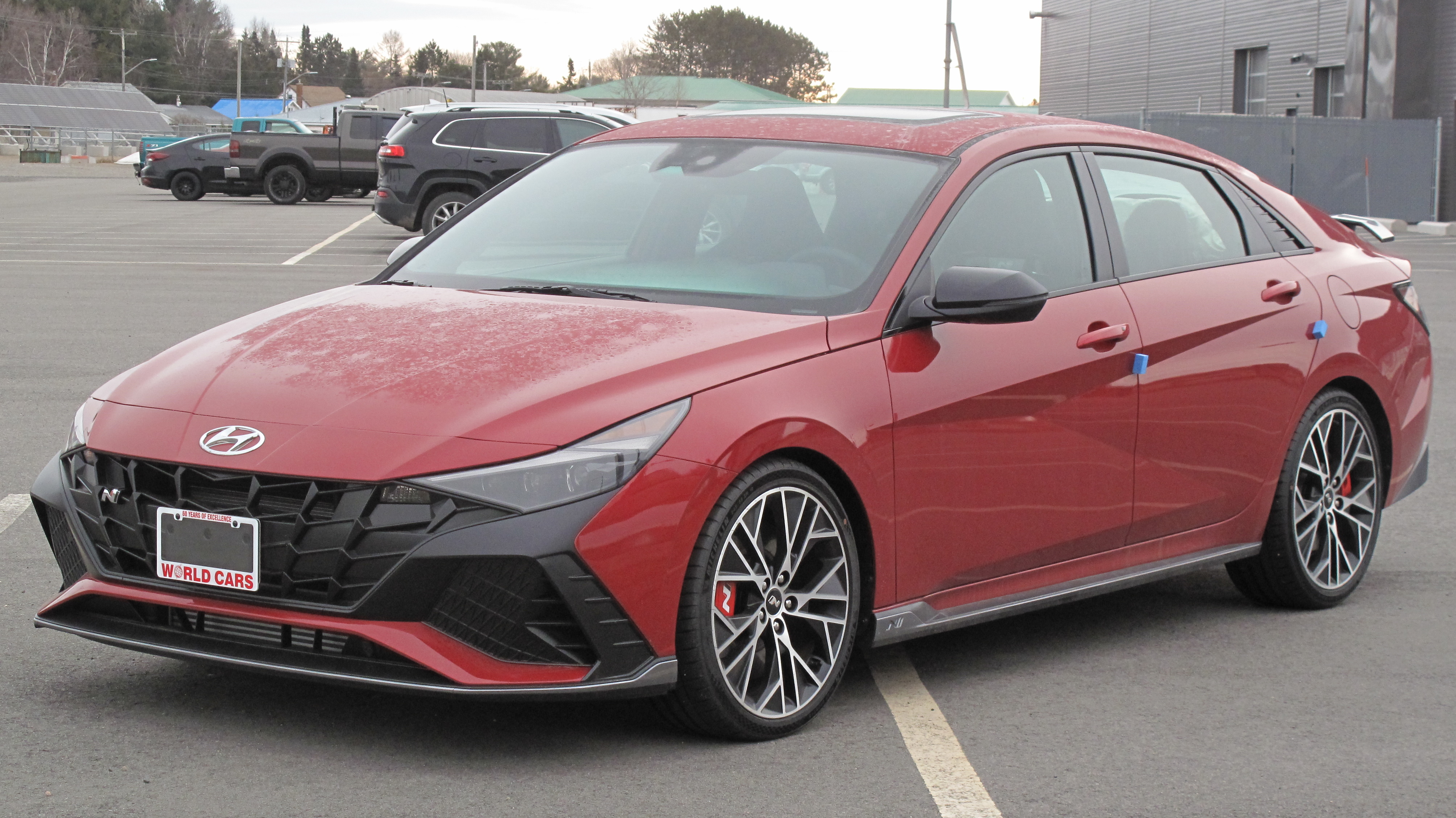
Hyundai Elantra VII N

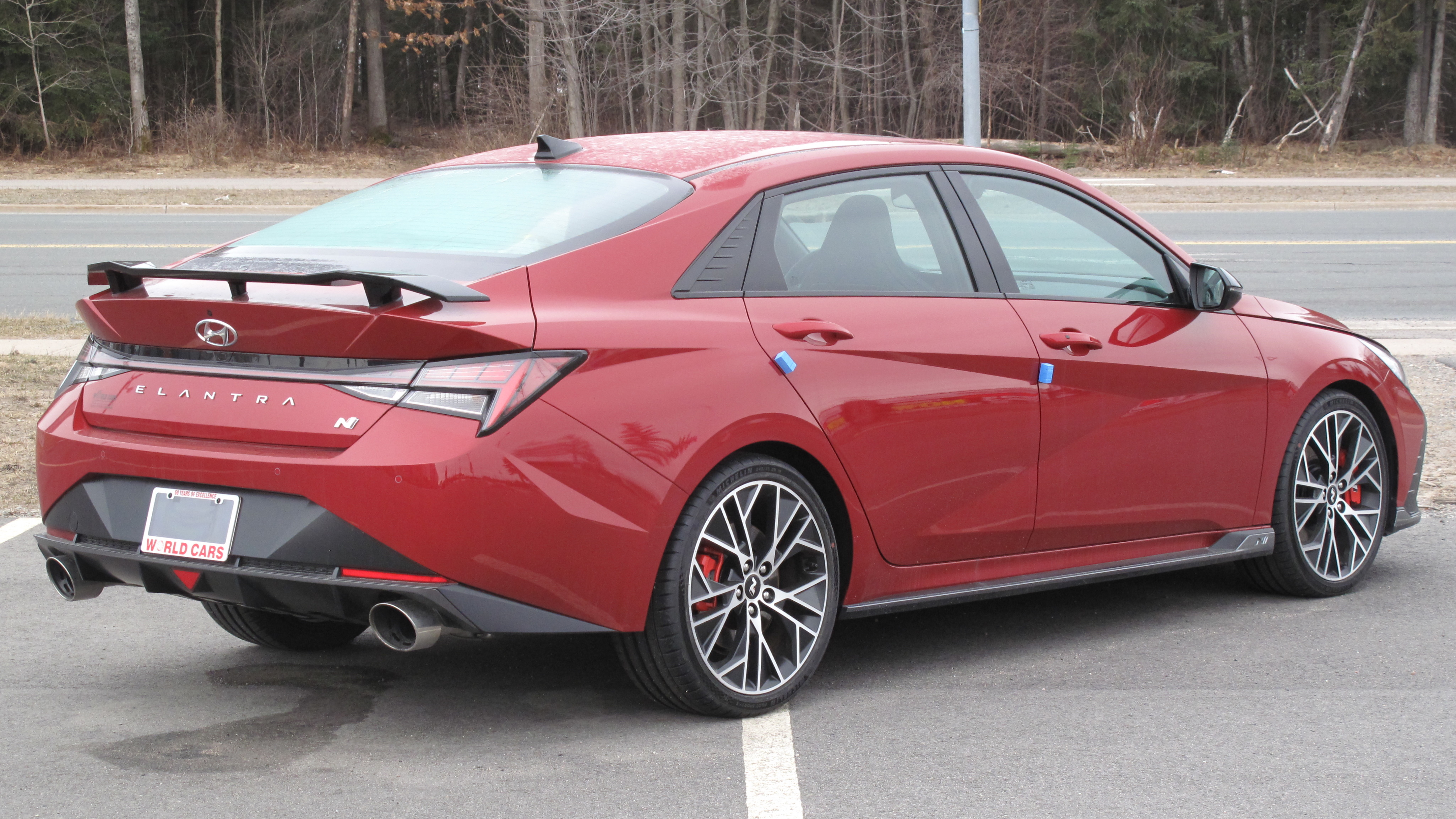
Hyundai Elantra VII N - tył

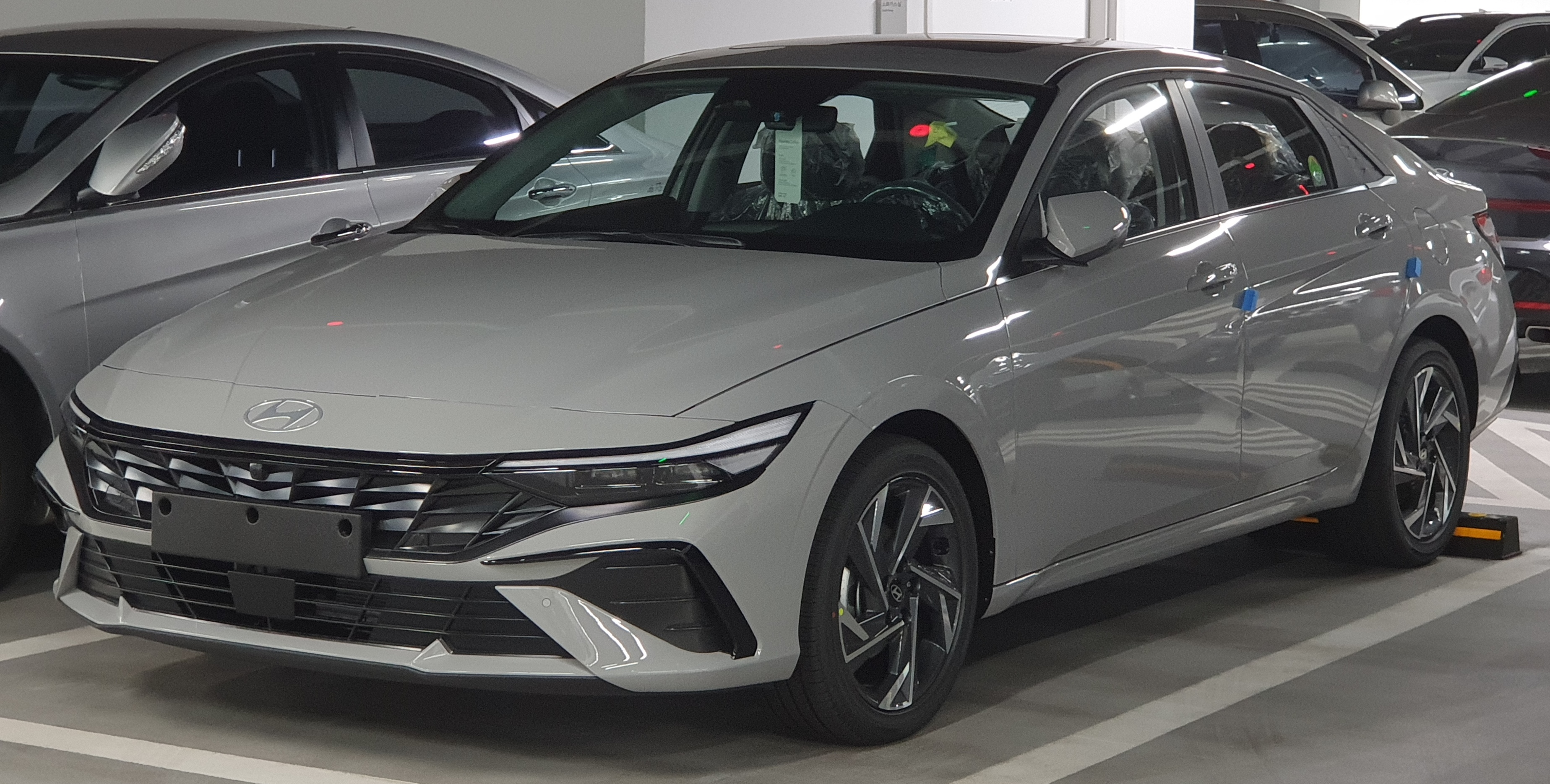
Hyundai Elantra VII po liftingu

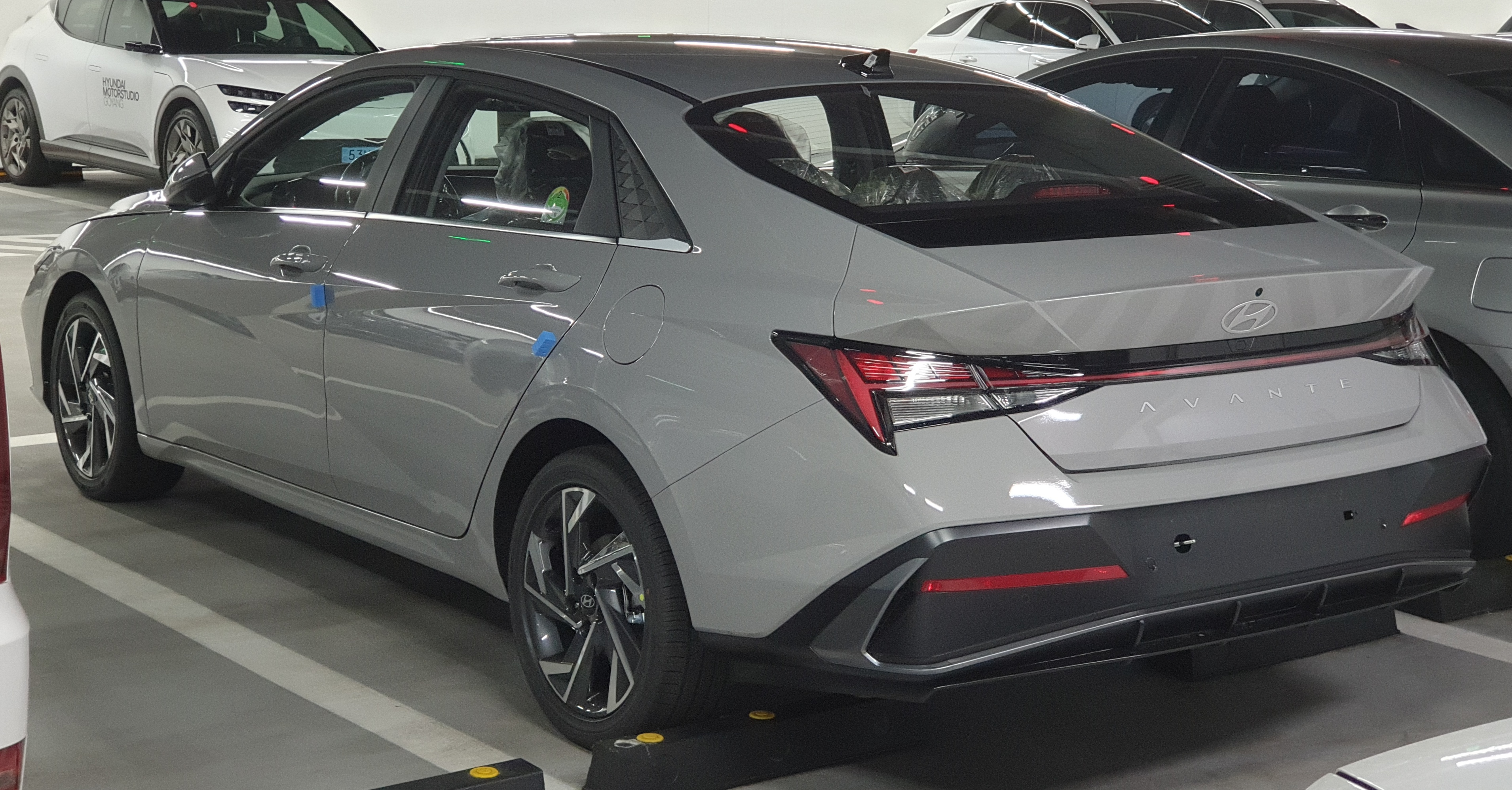
Hyundai Elantra VII po liftingu

Hyundai Elantra VII został po raz pierwszy oficjalnie zaprezentowany w 2020 roku.
Projektując siódmą generację Elantry, Hyundai zdecydował się ponownie całkowicie porzucić formułę poprzednika i przyjąć zupełnie nową koncepcję. Samochód utrzymano w nowym języku stylistycznym Sensuous Sportiness, który przyniósł wygląd obfitujący w łamane linie, ostre przetłoczenia i agresywnie ukształtowane formy.
Pas przedni o aerodynamicznym kształcie zyskał dużą, rozłożystą atrapę chłodnicy dominującą tę część nadwozia, a także agresywnie zarysowane, wielokształtne reflektory. Linię nadwozia wzbogaciły potrójne, łączące się ze sobą przetłoczenia, z kolei łagodnie opadający dach płynnie przechodzi w bryłę krótkiego i ściętego bagażnika, nawiązując do samochodów typu coupe. Tuż pod szpiczastym zakończeniem klapy bagażnika znalazł się łączący agresywnie ukształtowane lampy pas świetlny.
Dzięki oparciu o nową generację platformy dla kompaktowych modeli koncernu Hyundai Motor Group, samochód otrzymał nie tylko inne proporcje, ale i stał się większy oraz przestronniejszy.
Obszerne zmiany przeszła także deska rozdzielcza, która otrzymała koło kierownicy znane z ósmej generacji większej Sonaty, a także dwa 10,25-calowe ekrany - jeden pełniący funkcję zegarów, drugi zapewniający dostęp do systemu multimedialnego. Konsola centralna została połączona z kokpitem charakterystycznym, trójkątnym uchwytem.

### Elantra N-Line
W sierpniu 2020 roku gama Elantry została poszerzony przez topowy wariant Elantra N-Line, który pod kątem wizualnym uzyskał 18-calowe alufelgi, większe wloty powietrza w przednim zderzaku obok atrapy chłodnicy, a także większy spojler tylny. Samochód napędza turbodoładowany, 1,6-litrowy silnik T-GDI o mocy 204 KM i 265 Nm maksymalnego momentu obrotowego w połączeniu z manualną lub automatyczną skrzynią biegów.

### Elantra N
Poza odmianą N-Line, gamę Elantry siódmej generacji zwieńczyła wyczynowa odmiana opracowana przez departament Hyundai N. Hyundai Elantra N charakteryzuje wizualnie duży tylny spojler, dyfuzor i podwójna końcówka wydechu, a także dodatkowe nakładki na progi i większy wlot powietrza w przednim zderzaku. Jednostką napędową jest w tym wariancie czterocylindrowy silnik o pojemności 2 litrów i mocy 275 KM przy 350 Nm maksymalnego momentu obrotowego.

### Lifting
Pod koniec lutego 2023 roku Elantra siódmej generacji przeszła obszerną restylizację. Zmiany skoncentrowały się na pasie przednim, który zyskał mniej nieregularny kształt. Wielokątne reflektory zastąpiły węższe, połączone listwą świetlną, optycznie "obniżając" tę część samochodu. Atrapa chłodnicy stała się węższa i wyżej osadzona, z dodatkowymi wlotami powietrza wokół niej. Ponadto, przyciemniono klosze tylnych lamp oraz przemodelowano projekt zderzaka z dodatkowymi czarnymi listwami.

### Sprzedaż
Głównymi rynkami zbytu dla kompaktowego sedana Hyundaia ponownie została Ameryka Północna i Rosja, a także rodzima Korea Południowa, gdzie pojazd ponownie przyjął nazwę Hyundai Avante. We wrześniu 2020 roku do grona rynków zbytu dołączyły Chiny, gdzie samochód przeszedł drobne zmiany wizualne polegające na innym wypełnieniu reflektorów, opcjonalnym dwubarwnym malowaniu dachu i innym panelu klimatyzacji.
Wbrew wcześniejszym spekulacjom, pomimo malejącego popytu na samochody typu sedan w Europie, w styczniu 2021 roku Hyundai zdecydował się wprowadzić siódmą generację Elantry do sprzedaży także na jeszcze bardziej niż w przypadku poprzednika wyselekcjonowanych rynkach Europy Środkowo-Wschodniej. Zostały nimi Polska i Rumunia. Po raz pierwszy od zakończenia produkcji drugiej generacji w 2000 roku, Elantra siódmej generacji ponownie otrzymała inną nazwę w Australii i Nowej Zelandii, gdzie samochód włączono do gamy modelu i30 poprzez nadanie mu nazwy Hyundai i30 Sedan.

### Silniki
- L4 1.6l MPi
- L4 1.6l LPi
- L4 1.6l T-GDi
- L4 2.0l GDi
- L4 1.6l Hybrid